# Match Garry Kasparov vs Deep Blue
Garry Kasparov vs Deep Blue foram 2 matches de 6 partidas de xadrez realizadas entre o então campeão mundial Garry Kasparov e o supercomputador da IBM, Deep Blue.
O primeiro match foi realizado de 10 a 17 de fevereiro de 1996 na Filadélfia, Pensilvânia, e Kasparov venceu por 4-2.
Após este primeiro confronto, o Deep Blue foi "melhorado" (o time de cientistas da IBM aproveitou a chance para reprogramar completamente a máquina, assessorados por mestres do tabuleiro). A primeira versão do Deep Blue podia analisar 100 milhões de jogadas por segundo. Já sua versão melhorada aumentou essa capacidade para 250 milhões. Por conta desse "melhoramento", na revanche, em 1997, Deep Blue venceu o confronto por 3½–2½, no que foi chamado de "o mais espetacular evento de xadrez na história".
A disputa de 1997 acabou virando um documentário, intitulado The Man vs. The Machine.
A 2a partida da revanche de 1997 acabou sendo o divisor de águas da disputa, com Kasparov acusando a IBM de trapaça. Tudo por conta de um movimento feito pelo Deep Blue ocorrido no 1o confronto da revanche de 1997. Mesmo vencendo, Kasparou ficou com uma pulga atrás da orelha. O 44º lance, executado pelo Deep Blue, confundiu totalmente Kasparov por ser absolutamente contra-intuitivo. Era um movimento maluco, sem qualquer razão de ser. Não era estratégico, nem ofensivo e nem defensivo. Kasparov sabia que tinha a capacidade de calcular até 15 lances adiante. E, como não viu sentido naquele lance nº 44, incorretamente concluiu que o Deep Blue estava sendo manipulado por alguém. E aí se desequilibrou emocionalmente pelo resto do match. Em 2014, depois de 17 anos do confronto, o mistério fosse revelado: foi um "bug" no software do supercomputador Deep Blue que fez com que ele fizesse aquele movimento. O Deep Blue chegou a uma falha no código do programa e entrou em ‘loop’, uma condição em que o software fica rodando em círculos eternamente. Mas, como em qualquer programa bem feito, havia uma salvaguarda de segurança para casos de loop infinito. Se o módulo vigilante notasse que a execução tinha entrado em “abraço mortal”, soltaria um comando para o programa principal ordenando-o a fazer qualquer movimento válido de uma peça no tabuleiro, só para o jogo não empacar. Essa foi então a explicação do estranho lance 44.

## Comparação Entre os 2 "Competidores"
À época do confronto, na página da IBM na Internet sobre o Deep Blue (www.chess.ibm.com), era possível encontrar uma curiosa comparação entre as táticas usadas por Deep Blue e por Kasparov, conforme tabela abaixo:
| Características | Deep Blue | Kasparov | Ref.  |
| --------------- | --- | --- | ----- |
| 1.              | Deep Blue é capaz de examinar e avaliar até 200.000.000 jogadas por segundo. | Kasparov é capaz de examinar e avaliar até 3 jogadas por segundo. | [ 5 ] |
| 2.              | Deep Blue tem pouco conhecimento de xadrez e uma enorme capacidade de cálculo. | Kasparov tem um enorme conhecimento de xadrez e uma capacidade de cálculo um pouco menor.                                                                                             | [ 5 ] |
| 3.              | Deep Blue é uma máquina, incapaz de sentimentos ou de intuição. | Kasparov usa seu soberbo ‘feeling’ e intuição para jogar xadrez como um grande mestre.                                                                                                | [ 5 ] |
| 4.              | Deep Blue conta com a orientação de uma equipe de 5 cientistas da IBM e um mestre de xadrez internacional.                                                                                          | Kasparov conta com a orientação de seu técnico, Yuri Dokhoian, e sua paixão, que o motiva a jogar o melhor xadrez do mundo.                                                           | [ 5 ] |
| 5.              | Deep Blue, no momento, não é um ‘sistema de aprendizado’. Desta maneira, não é capaz de usar inteligência artificial para aprender com seu oponente ou ‘pensar’ sobre a posição no tabuleiro.       | Garry Kasparov é capaz de aprender com seus erros e acertos, e se adaptar muito rapidamente.                                                                                          | [ 5 ] |
| 6.              | Deep Blue não pode se esquecer, se distrair ou se intimidar com forças externas (como o famoso ‘olhar’ de Kasparov).                                                                                | Garry Kasparov é um competidor formidável, mas ainda assim é suscetível a fraquezas humanas como cansaço, tédio e perda de concentração.                                              | [ 5 ] |
| 7.              | Deep Blue é assombrosamente eficiente em resolver problemas de xadrez, mas é menos ‘inteligente’ que o mais burro dos seres humanos.                                                                | Garry Kasparov é altamente inteligente. Ele é o autor de três livros, fala várias línguas, é ativo politicamente e é regularmente convidado a dar palestras em diversas conferências. | [ 5 ] |
| 8.              | Quaisquer mudanças na maneira de jogar xadrez de Deep Blue devem ser feitas pelos membros da equipe de desenvolvimento, entre uma partida e outra.                                                  | Garry Kasparov pode alterar a maneira como joga a qualquer momento, antes durante ou depois da partida.                                                                               | [ 5 ] |
| 9.              | Apesar de Deep Blue ser muito bom em avaliar posições de xadrez, não é capaz de avaliar as fraquezas de seu oponente.                                                                               | Garry Kasparov tem a habilidade de avaliar seu oponente, sentir suas fraquezas e tomar partido delas.                                                                                 | [ 5 ] |
| 10.             | Deep Blue precisa conduzir uma extensa busca entre as jogadas possíveis para determinar o melhor movimento (o que não é tão mau quando se é capaz de avaliar 200 milhões de posições por segundo).” | Garry Kasparov é capaz de determinar sua próxima jogada através de uma busca seletiva entre as posições possíveis.                                                                    | [ 5 ] |

## Sumário das Partidas
| #                                       | Data                    | Brancas   | Pretas    | Resultado | Comentários                                      |
| --------------------------------------- | ----------------------- | --------- | --------- | --------- | ------------------------------------------------ |
| 1                                       | 10 de fevereiro de 1996 | Deep Blue | Kasparov  | 1–0       |                                                  |
| 2                                       | 11 de fevereiro de 1996 | Kasparov  | Deep Blue | 1–0       |                                                  |
| 3                                       | 13 de fevereiro de 1996 | Deep Blue | Kasparov  | ½–½       | Empate                                           |
| 4                                       | 14 de fevereiro de 1996 | Kasparov  | Deep Blue | ½–½       | Empate                                           |
| 5                                       | 16 de fevereiro de 1996 | Deep Blue | Kasparov  | 0–1       | Kasparov ofereceu o empate após o 23o movimento. |
| 6                                       | 17 de fevereiro de 1996 | Kasparov  | Deep Blue | 1–0       |                                                  |
| Resultado final: Kasparov 4–2 Deep Blue |                         |           |           |           |                                                  |

| #                                         | Data               | Brancas   | Pretas    | Resultado | Comentários |
| ----------------------------------------- | ------------------ | --------- | --------- | --------- | ----------- |
| 1                                         | 3 de maio de 1997  | Kasparov  | Deep Blue | 1–0       |             |
| 2                                         | 4 de maio de 1997  | Deep Blue | Kasparov  | 1–0       |             |
| 3                                         | 6 de maio de 1997  | Kasparov  | Deep Blue | ½–½       | Empate      |
| 4                                         | 7 de maio de 1997  | Deep Blue | Kasparov  | ½–½       | Empate      |
| 5                                         | 10 de maio de 1997 | Kasparov  | Deep Blue | ½–½       | Empate      |
| 6                                         | 11 de maio de 1997 | Deep Blue | Kasparov  | 1–0       |             |
| Resultado Final: Deep Blue 3½–2½ Kasparov |                    |           |           |           |             |

## O match de 1996
|   | a | b | c | d | e | f | g | h |   |
| 8 | h7 branco torre · f6 preto rainha · h6 preto rei · d5 branco rainha · g5 branco cavalo · d4 preto peão · a3 branco peão · b3 branco peão · f3 preto peão · g3 branco peão · h3 branco peão · f2 preto cavalo · h2 branco rei · e1 preto torre | h7 branco torre · f6 preto rainha · h6 preto rei · d5 branco rainha · g5 branco cavalo · d4 preto peão · a3 branco peão · b3 branco peão · f3 preto peão · g3 branco peão · h3 branco peão · f2 preto cavalo · h2 branco rei · e1 preto torre | h7 branco torre · f6 preto rainha · h6 preto rei · d5 branco rainha · g5 branco cavalo · d4 preto peão · a3 branco peão · b3 branco peão · f3 preto peão · g3 branco peão · h3 branco peão · f2 preto cavalo · h2 branco rei · e1 preto torre | h7 branco torre · f6 preto rainha · h6 preto rei · d5 branco rainha · g5 branco cavalo · d4 preto peão · a3 branco peão · b3 branco peão · f3 preto peão · g3 branco peão · h3 branco peão · f2 preto cavalo · h2 branco rei · e1 preto torre | h7 branco torre · f6 preto rainha · h6 preto rei · d5 branco rainha · g5 branco cavalo · d4 preto peão · a3 branco peão · b3 branco peão · f3 preto peão · g3 branco peão · h3 branco peão · f2 preto cavalo · h2 branco rei · e1 preto torre | h7 branco torre · f6 preto rainha · h6 preto rei · d5 branco rainha · g5 branco cavalo · d4 preto peão · a3 branco peão · b3 branco peão · f3 preto peão · g3 branco peão · h3 branco peão · f2 preto cavalo · h2 branco rei · e1 preto torre | h7 branco torre · f6 preto rainha · h6 preto rei · d5 branco rainha · g5 branco cavalo · d4 preto peão · a3 branco peão · b3 branco peão · f3 preto peão · g3 branco peão · h3 branco peão · f2 preto cavalo · h2 branco rei · e1 preto torre | h7 branco torre · f6 preto rainha · h6 preto rei · d5 branco rainha · g5 branco cavalo · d4 preto peão · a3 branco peão · b3 branco peão · f3 preto peão · g3 branco peão · h3 branco peão · f2 preto cavalo · h2 branco rei · e1 preto torre | 8 |
| 7 | h7 branco torre · f6 preto rainha · h6 preto rei · d5 branco rainha · g5 branco cavalo · d4 preto peão · a3 branco peão · b3 branco peão · f3 preto peão · g3 branco peão · h3 branco peão · f2 preto cavalo · h2 branco rei · e1 preto torre | h7 branco torre · f6 preto rainha · h6 preto rei · d5 branco rainha · g5 branco cavalo · d4 preto peão · a3 branco peão · b3 branco peão · f3 preto peão · g3 branco peão · h3 branco peão · f2 preto cavalo · h2 branco rei · e1 preto torre | h7 branco torre · f6 preto rainha · h6 preto rei · d5 branco rainha · g5 branco cavalo · d4 preto peão · a3 branco peão · b3 branco peão · f3 preto peão · g3 branco peão · h3 branco peão · f2 preto cavalo · h2 branco rei · e1 preto torre | h7 branco torre · f6 preto rainha · h6 preto rei · d5 branco rainha · g5 branco cavalo · d4 preto peão · a3 branco peão · b3 branco peão · f3 preto peão · g3 branco peão · h3 branco peão · f2 preto cavalo · h2 branco rei · e1 preto torre | h7 branco torre · f6 preto rainha · h6 preto rei · d5 branco rainha · g5 branco cavalo · d4 preto peão · a3 branco peão · b3 branco peão · f3 preto peão · g3 branco peão · h3 branco peão · f2 preto cavalo · h2 branco rei · e1 preto torre | h7 branco torre · f6 preto rainha · h6 preto rei · d5 branco rainha · g5 branco cavalo · d4 preto peão · a3 branco peão · b3 branco peão · f3 preto peão · g3 branco peão · h3 branco peão · f2 preto cavalo · h2 branco rei · e1 preto torre | h7 branco torre · f6 preto rainha · h6 preto rei · d5 branco rainha · g5 branco cavalo · d4 preto peão · a3 branco peão · b3 branco peão · f3 preto peão · g3 branco peão · h3 branco peão · f2 preto cavalo · h2 branco rei · e1 preto torre | h7 branco torre · f6 preto rainha · h6 preto rei · d5 branco rainha · g5 branco cavalo · d4 preto peão · a3 branco peão · b3 branco peão · f3 preto peão · g3 branco peão · h3 branco peão · f2 preto cavalo · h2 branco rei · e1 preto torre | 7 |
| 6 | h7 branco torre · f6 preto rainha · h6 preto rei · d5 branco rainha · g5 branco cavalo · d4 preto peão · a3 branco peão · b3 branco peão · f3 preto peão · g3 branco peão · h3 branco peão · f2 preto cavalo · h2 branco rei · e1 preto torre | h7 branco torre · f6 preto rainha · h6 preto rei · d5 branco rainha · g5 branco cavalo · d4 preto peão · a3 branco peão · b3 branco peão · f3 preto peão · g3 branco peão · h3 branco peão · f2 preto cavalo · h2 branco rei · e1 preto torre | h7 branco torre · f6 preto rainha · h6 preto rei · d5 branco rainha · g5 branco cavalo · d4 preto peão · a3 branco peão · b3 branco peão · f3 preto peão · g3 branco peão · h3 branco peão · f2 preto cavalo · h2 branco rei · e1 preto torre | h7 branco torre · f6 preto rainha · h6 preto rei · d5 branco rainha · g5 branco cavalo · d4 preto peão · a3 branco peão · b3 branco peão · f3 preto peão · g3 branco peão · h3 branco peão · f2 preto cavalo · h2 branco rei · e1 preto torre | h7 branco torre · f6 preto rainha · h6 preto rei · d5 branco rainha · g5 branco cavalo · d4 preto peão · a3 branco peão · b3 branco peão · f3 preto peão · g3 branco peão · h3 branco peão · f2 preto cavalo · h2 branco rei · e1 preto torre | h7 branco torre · f6 preto rainha · h6 preto rei · d5 branco rainha · g5 branco cavalo · d4 preto peão · a3 branco peão · b3 branco peão · f3 preto peão · g3 branco peão · h3 branco peão · f2 preto cavalo · h2 branco rei · e1 preto torre | h7 branco torre · f6 preto rainha · h6 preto rei · d5 branco rainha · g5 branco cavalo · d4 preto peão · a3 branco peão · b3 branco peão · f3 preto peão · g3 branco peão · h3 branco peão · f2 preto cavalo · h2 branco rei · e1 preto torre | h7 branco torre · f6 preto rainha · h6 preto rei · d5 branco rainha · g5 branco cavalo · d4 preto peão · a3 branco peão · b3 branco peão · f3 preto peão · g3 branco peão · h3 branco peão · f2 preto cavalo · h2 branco rei · e1 preto torre | 6 |
| 5 | h7 branco torre · f6 preto rainha · h6 preto rei · d5 branco rainha · g5 branco cavalo · d4 preto peão · a3 branco peão · b3 branco peão · f3 preto peão · g3 branco peão · h3 branco peão · f2 preto cavalo · h2 branco rei · e1 preto torre | h7 branco torre · f6 preto rainha · h6 preto rei · d5 branco rainha · g5 branco cavalo · d4 preto peão · a3 branco peão · b3 branco peão · f3 preto peão · g3 branco peão · h3 branco peão · f2 preto cavalo · h2 branco rei · e1 preto torre | h7 branco torre · f6 preto rainha · h6 preto rei · d5 branco rainha · g5 branco cavalo · d4 preto peão · a3 branco peão · b3 branco peão · f3 preto peão · g3 branco peão · h3 branco peão · f2 preto cavalo · h2 branco rei · e1 preto torre | h7 branco torre · f6 preto rainha · h6 preto rei · d5 branco rainha · g5 branco cavalo · d4 preto peão · a3 branco peão · b3 branco peão · f3 preto peão · g3 branco peão · h3 branco peão · f2 preto cavalo · h2 branco rei · e1 preto torre | h7 branco torre · f6 preto rainha · h6 preto rei · d5 branco rainha · g5 branco cavalo · d4 preto peão · a3 branco peão · b3 branco peão · f3 preto peão · g3 branco peão · h3 branco peão · f2 preto cavalo · h2 branco rei · e1 preto torre | h7 branco torre · f6 preto rainha · h6 preto rei · d5 branco rainha · g5 branco cavalo · d4 preto peão · a3 branco peão · b3 branco peão · f3 preto peão · g3 branco peão · h3 branco peão · f2 preto cavalo · h2 branco rei · e1 preto torre | h7 branco torre · f6 preto rainha · h6 preto rei · d5 branco rainha · g5 branco cavalo · d4 preto peão · a3 branco peão · b3 branco peão · f3 preto peão · g3 branco peão · h3 branco peão · f2 preto cavalo · h2 branco rei · e1 preto torre | h7 branco torre · f6 preto rainha · h6 preto rei · d5 branco rainha · g5 branco cavalo · d4 preto peão · a3 branco peão · b3 branco peão · f3 preto peão · g3 branco peão · h3 branco peão · f2 preto cavalo · h2 branco rei · e1 preto torre | 5 |
| 4 | h7 branco torre · f6 preto rainha · h6 preto rei · d5 branco rainha · g5 branco cavalo · d4 preto peão · a3 branco peão · b3 branco peão · f3 preto peão · g3 branco peão · h3 branco peão · f2 preto cavalo · h2 branco rei · e1 preto torre | h7 branco torre · f6 preto rainha · h6 preto rei · d5 branco rainha · g5 branco cavalo · d4 preto peão · a3 branco peão · b3 branco peão · f3 preto peão · g3 branco peão · h3 branco peão · f2 preto cavalo · h2 branco rei · e1 preto torre | h7 branco torre · f6 preto rainha · h6 preto rei · d5 branco rainha · g5 branco cavalo · d4 preto peão · a3 branco peão · b3 branco peão · f3 preto peão · g3 branco peão · h3 branco peão · f2 preto cavalo · h2 branco rei · e1 preto torre | h7 branco torre · f6 preto rainha · h6 preto rei · d5 branco rainha · g5 branco cavalo · d4 preto peão · a3 branco peão · b3 branco peão · f3 preto peão · g3 branco peão · h3 branco peão · f2 preto cavalo · h2 branco rei · e1 preto torre | h7 branco torre · f6 preto rainha · h6 preto rei · d5 branco rainha · g5 branco cavalo · d4 preto peão · a3 branco peão · b3 branco peão · f3 preto peão · g3 branco peão · h3 branco peão · f2 preto cavalo · h2 branco rei · e1 preto torre | h7 branco torre · f6 preto rainha · h6 preto rei · d5 branco rainha · g5 branco cavalo · d4 preto peão · a3 branco peão · b3 branco peão · f3 preto peão · g3 branco peão · h3 branco peão · f2 preto cavalo · h2 branco rei · e1 preto torre | h7 branco torre · f6 preto rainha · h6 preto rei · d5 branco rainha · g5 branco cavalo · d4 preto peão · a3 branco peão · b3 branco peão · f3 preto peão · g3 branco peão · h3 branco peão · f2 preto cavalo · h2 branco rei · e1 preto torre | h7 branco torre · f6 preto rainha · h6 preto rei · d5 branco rainha · g5 branco cavalo · d4 preto peão · a3 branco peão · b3 branco peão · f3 preto peão · g3 branco peão · h3 branco peão · f2 preto cavalo · h2 branco rei · e1 preto torre | 4 |
| 3 | h7 branco torre · f6 preto rainha · h6 preto rei · d5 branco rainha · g5 branco cavalo · d4 preto peão · a3 branco peão · b3 branco peão · f3 preto peão · g3 branco peão · h3 branco peão · f2 preto cavalo · h2 branco rei · e1 preto torre | h7 branco torre · f6 preto rainha · h6 preto rei · d5 branco rainha · g5 branco cavalo · d4 preto peão · a3 branco peão · b3 branco peão · f3 preto peão · g3 branco peão · h3 branco peão · f2 preto cavalo · h2 branco rei · e1 preto torre | h7 branco torre · f6 preto rainha · h6 preto rei · d5 branco rainha · g5 branco cavalo · d4 preto peão · a3 branco peão · b3 branco peão · f3 preto peão · g3 branco peão · h3 branco peão · f2 preto cavalo · h2 branco rei · e1 preto torre | h7 branco torre · f6 preto rainha · h6 preto rei · d5 branco rainha · g5 branco cavalo · d4 preto peão · a3 branco peão · b3 branco peão · f3 preto peão · g3 branco peão · h3 branco peão · f2 preto cavalo · h2 branco rei · e1 preto torre | h7 branco torre · f6 preto rainha · h6 preto rei · d5 branco rainha · g5 branco cavalo · d4 preto peão · a3 branco peão · b3 branco peão · f3 preto peão · g3 branco peão · h3 branco peão · f2 preto cavalo · h2 branco rei · e1 preto torre | h7 branco torre · f6 preto rainha · h6 preto rei · d5 branco rainha · g5 branco cavalo · d4 preto peão · a3 branco peão · b3 branco peão · f3 preto peão · g3 branco peão · h3 branco peão · f2 preto cavalo · h2 branco rei · e1 preto torre | h7 branco torre · f6 preto rainha · h6 preto rei · d5 branco rainha · g5 branco cavalo · d4 preto peão · a3 branco peão · b3 branco peão · f3 preto peão · g3 branco peão · h3 branco peão · f2 preto cavalo · h2 branco rei · e1 preto torre | h7 branco torre · f6 preto rainha · h6 preto rei · d5 branco rainha · g5 branco cavalo · d4 preto peão · a3 branco peão · b3 branco peão · f3 preto peão · g3 branco peão · h3 branco peão · f2 preto cavalo · h2 branco rei · e1 preto torre | 3 |
| 2 | h7 branco torre · f6 preto rainha · h6 preto rei · d5 branco rainha · g5 branco cavalo · d4 preto peão · a3 branco peão · b3 branco peão · f3 preto peão · g3 branco peão · h3 branco peão · f2 preto cavalo · h2 branco rei · e1 preto torre | h7 branco torre · f6 preto rainha · h6 preto rei · d5 branco rainha · g5 branco cavalo · d4 preto peão · a3 branco peão · b3 branco peão · f3 preto peão · g3 branco peão · h3 branco peão · f2 preto cavalo · h2 branco rei · e1 preto torre | h7 branco torre · f6 preto rainha · h6 preto rei · d5 branco rainha · g5 branco cavalo · d4 preto peão · a3 branco peão · b3 branco peão · f3 preto peão · g3 branco peão · h3 branco peão · f2 preto cavalo · h2 branco rei · e1 preto torre | h7 branco torre · f6 preto rainha · h6 preto rei · d5 branco rainha · g5 branco cavalo · d4 preto peão · a3 branco peão · b3 branco peão · f3 preto peão · g3 branco peão · h3 branco peão · f2 preto cavalo · h2 branco rei · e1 preto torre | h7 branco torre · f6 preto rainha · h6 preto rei · d5 branco rainha · g5 branco cavalo · d4 preto peão · a3 branco peão · b3 branco peão · f3 preto peão · g3 branco peão · h3 branco peão · f2 preto cavalo · h2 branco rei · e1 preto torre | h7 branco torre · f6 preto rainha · h6 preto rei · d5 branco rainha · g5 branco cavalo · d4 preto peão · a3 branco peão · b3 branco peão · f3 preto peão · g3 branco peão · h3 branco peão · f2 preto cavalo · h2 branco rei · e1 preto torre | h7 branco torre · f6 preto rainha · h6 preto rei · d5 branco rainha · g5 branco cavalo · d4 preto peão · a3 branco peão · b3 branco peão · f3 preto peão · g3 branco peão · h3 branco peão · f2 preto cavalo · h2 branco rei · e1 preto torre | h7 branco torre · f6 preto rainha · h6 preto rei · d5 branco rainha · g5 branco cavalo · d4 preto peão · a3 branco peão · b3 branco peão · f3 preto peão · g3 branco peão · h3 branco peão · f2 preto cavalo · h2 branco rei · e1 preto torre | 2 |
| 1 | h7 branco torre · f6 preto rainha · h6 preto rei · d5 branco rainha · g5 branco cavalo · d4 preto peão · a3 branco peão · b3 branco peão · f3 preto peão · g3 branco peão · h3 branco peão · f2 preto cavalo · h2 branco rei · e1 preto torre | h7 branco torre · f6 preto rainha · h6 preto rei · d5 branco rainha · g5 branco cavalo · d4 preto peão · a3 branco peão · b3 branco peão · f3 preto peão · g3 branco peão · h3 branco peão · f2 preto cavalo · h2 branco rei · e1 preto torre | h7 branco torre · f6 preto rainha · h6 preto rei · d5 branco rainha · g5 branco cavalo · d4 preto peão · a3 branco peão · b3 branco peão · f3 preto peão · g3 branco peão · h3 branco peão · f2 preto cavalo · h2 branco rei · e1 preto torre | h7 branco torre · f6 preto rainha · h6 preto rei · d5 branco rainha · g5 branco cavalo · d4 preto peão · a3 branco peão · b3 branco peão · f3 preto peão · g3 branco peão · h3 branco peão · f2 preto cavalo · h2 branco rei · e1 preto torre | h7 branco torre · f6 preto rainha · h6 preto rei · d5 branco rainha · g5 branco cavalo · d4 preto peão · a3 branco peão · b3 branco peão · f3 preto peão · g3 branco peão · h3 branco peão · f2 preto cavalo · h2 branco rei · e1 preto torre | h7 branco torre · f6 preto rainha · h6 preto rei · d5 branco rainha · g5 branco cavalo · d4 preto peão · a3 branco peão · b3 branco peão · f3 preto peão · g3 branco peão · h3 branco peão · f2 preto cavalo · h2 branco rei · e1 preto torre | h7 branco torre · f6 preto rainha · h6 preto rei · d5 branco rainha · g5 branco cavalo · d4 preto peão · a3 branco peão · b3 branco peão · f3 preto peão · g3 branco peão · h3 branco peão · f2 preto cavalo · h2 branco rei · e1 preto torre | h7 branco torre · f6 preto rainha · h6 preto rei · d5 branco rainha · g5 branco cavalo · d4 preto peão · a3 branco peão · b3 branco peão · f3 preto peão · g3 branco peão · h3 branco peão · f2 preto cavalo · h2 branco rei · e1 preto torre | 1 |
|   | a | b | c | d | e | f | g | h |   |

- Posição após o 37.Rxh7+; Kasparov desistiu

### 1ª partida
A primeira partida do match de 1996 tornou-se a primeira em que um computador ganhou de um campeão mundial, em condições normais de torneio, com um tempo de controle igual ao das competições oficiais de xadrez.
Foi jogado em 10 de fevereiro de 1996.
Deep Blue–Kasparov 
1.e4 c5 2.c3 d5 3.exd5 Qxd5 4.d4 Nf6 5.Nf3 Bg4 6.Be2 e6 7.h3 Bh5 8.0-0 Nc6 9.Be3 cxd4 10.cxd4 Bb4 11.a3 Ba5 12.Nc3 Qd6 13.Nb5 Qe7 14.Ne5 Bxe2 15.Qxe2 0-0 16.Rac1 Rac8 17.Bg5 Bb6 18.Bxf6 gxf6 19.Nc4 Rfd8 20.Nxb6 axb6 21.Rfd1 f5 22.Qe3 Qf6 23.d5 Rxd5 24.Rxd5 exd5 25.b3 Kh8 26.Qxb6 Rg8 27.Qc5 d4 28.Nd6 f4 29.Nxb7 Ne5 30.Qd5 f3 31.g3 Nd3 32.Rc7 Re8 33.Nd6 Re1+ 34.Kh2 Nxf2 35.Nxf7+ Kg7 36.Ng5+ Kh6 37.Rxh7+ 1–0

### 2ª partida
| # | Brancas   | Pretas   | Resultado | Comentários |
| - | --------- | -------- | --------- | ----------- |
| 1 | Deep Blue | Kasparov | 1–0       |             |

|   | a | b | c | d | e | f | g | h |   |
| 8 | c7 preto rei · b5 branco bispo · d4 preto peão · f4 branco peão · h4 branco peão · e3 preto bispo · g3 branco peão · f1 branco rei | c7 preto rei · b5 branco bispo · d4 preto peão · f4 branco peão · h4 branco peão · e3 preto bispo · g3 branco peão · f1 branco rei | c7 preto rei · b5 branco bispo · d4 preto peão · f4 branco peão · h4 branco peão · e3 preto bispo · g3 branco peão · f1 branco rei | c7 preto rei · b5 branco bispo · d4 preto peão · f4 branco peão · h4 branco peão · e3 preto bispo · g3 branco peão · f1 branco rei | c7 preto rei · b5 branco bispo · d4 preto peão · f4 branco peão · h4 branco peão · e3 preto bispo · g3 branco peão · f1 branco rei | c7 preto rei · b5 branco bispo · d4 preto peão · f4 branco peão · h4 branco peão · e3 preto bispo · g3 branco peão · f1 branco rei | c7 preto rei · b5 branco bispo · d4 preto peão · f4 branco peão · h4 branco peão · e3 preto bispo · g3 branco peão · f1 branco rei | c7 preto rei · b5 branco bispo · d4 preto peão · f4 branco peão · h4 branco peão · e3 preto bispo · g3 branco peão · f1 branco rei | 8 |
| 7 | c7 preto rei · b5 branco bispo · d4 preto peão · f4 branco peão · h4 branco peão · e3 preto bispo · g3 branco peão · f1 branco rei | c7 preto rei · b5 branco bispo · d4 preto peão · f4 branco peão · h4 branco peão · e3 preto bispo · g3 branco peão · f1 branco rei | c7 preto rei · b5 branco bispo · d4 preto peão · f4 branco peão · h4 branco peão · e3 preto bispo · g3 branco peão · f1 branco rei | c7 preto rei · b5 branco bispo · d4 preto peão · f4 branco peão · h4 branco peão · e3 preto bispo · g3 branco peão · f1 branco rei | c7 preto rei · b5 branco bispo · d4 preto peão · f4 branco peão · h4 branco peão · e3 preto bispo · g3 branco peão · f1 branco rei | c7 preto rei · b5 branco bispo · d4 preto peão · f4 branco peão · h4 branco peão · e3 preto bispo · g3 branco peão · f1 branco rei | c7 preto rei · b5 branco bispo · d4 preto peão · f4 branco peão · h4 branco peão · e3 preto bispo · g3 branco peão · f1 branco rei | c7 preto rei · b5 branco bispo · d4 preto peão · f4 branco peão · h4 branco peão · e3 preto bispo · g3 branco peão · f1 branco rei | 7 |
| 6 | c7 preto rei · b5 branco bispo · d4 preto peão · f4 branco peão · h4 branco peão · e3 preto bispo · g3 branco peão · f1 branco rei | c7 preto rei · b5 branco bispo · d4 preto peão · f4 branco peão · h4 branco peão · e3 preto bispo · g3 branco peão · f1 branco rei | c7 preto rei · b5 branco bispo · d4 preto peão · f4 branco peão · h4 branco peão · e3 preto bispo · g3 branco peão · f1 branco rei | c7 preto rei · b5 branco bispo · d4 preto peão · f4 branco peão · h4 branco peão · e3 preto bispo · g3 branco peão · f1 branco rei | c7 preto rei · b5 branco bispo · d4 preto peão · f4 branco peão · h4 branco peão · e3 preto bispo · g3 branco peão · f1 branco rei | c7 preto rei · b5 branco bispo · d4 preto peão · f4 branco peão · h4 branco peão · e3 preto bispo · g3 branco peão · f1 branco rei | c7 preto rei · b5 branco bispo · d4 preto peão · f4 branco peão · h4 branco peão · e3 preto bispo · g3 branco peão · f1 branco rei | c7 preto rei · b5 branco bispo · d4 preto peão · f4 branco peão · h4 branco peão · e3 preto bispo · g3 branco peão · f1 branco rei | 6 |
| 5 | c7 preto rei · b5 branco bispo · d4 preto peão · f4 branco peão · h4 branco peão · e3 preto bispo · g3 branco peão · f1 branco rei | c7 preto rei · b5 branco bispo · d4 preto peão · f4 branco peão · h4 branco peão · e3 preto bispo · g3 branco peão · f1 branco rei | c7 preto rei · b5 branco bispo · d4 preto peão · f4 branco peão · h4 branco peão · e3 preto bispo · g3 branco peão · f1 branco rei | c7 preto rei · b5 branco bispo · d4 preto peão · f4 branco peão · h4 branco peão · e3 preto bispo · g3 branco peão · f1 branco rei | c7 preto rei · b5 branco bispo · d4 preto peão · f4 branco peão · h4 branco peão · e3 preto bispo · g3 branco peão · f1 branco rei | c7 preto rei · b5 branco bispo · d4 preto peão · f4 branco peão · h4 branco peão · e3 preto bispo · g3 branco peão · f1 branco rei | c7 preto rei · b5 branco bispo · d4 preto peão · f4 branco peão · h4 branco peão · e3 preto bispo · g3 branco peão · f1 branco rei | c7 preto rei · b5 branco bispo · d4 preto peão · f4 branco peão · h4 branco peão · e3 preto bispo · g3 branco peão · f1 branco rei | 5 |
| 4 | c7 preto rei · b5 branco bispo · d4 preto peão · f4 branco peão · h4 branco peão · e3 preto bispo · g3 branco peão · f1 branco rei | c7 preto rei · b5 branco bispo · d4 preto peão · f4 branco peão · h4 branco peão · e3 preto bispo · g3 branco peão · f1 branco rei | c7 preto rei · b5 branco bispo · d4 preto peão · f4 branco peão · h4 branco peão · e3 preto bispo · g3 branco peão · f1 branco rei | c7 preto rei · b5 branco bispo · d4 preto peão · f4 branco peão · h4 branco peão · e3 preto bispo · g3 branco peão · f1 branco rei | c7 preto rei · b5 branco bispo · d4 preto peão · f4 branco peão · h4 branco peão · e3 preto bispo · g3 branco peão · f1 branco rei | c7 preto rei · b5 branco bispo · d4 preto peão · f4 branco peão · h4 branco peão · e3 preto bispo · g3 branco peão · f1 branco rei | c7 preto rei · b5 branco bispo · d4 preto peão · f4 branco peão · h4 branco peão · e3 preto bispo · g3 branco peão · f1 branco rei | c7 preto rei · b5 branco bispo · d4 preto peão · f4 branco peão · h4 branco peão · e3 preto bispo · g3 branco peão · f1 branco rei | 4 |
| 3 | c7 preto rei · b5 branco bispo · d4 preto peão · f4 branco peão · h4 branco peão · e3 preto bispo · g3 branco peão · f1 branco rei | c7 preto rei · b5 branco bispo · d4 preto peão · f4 branco peão · h4 branco peão · e3 preto bispo · g3 branco peão · f1 branco rei | c7 preto rei · b5 branco bispo · d4 preto peão · f4 branco peão · h4 branco peão · e3 preto bispo · g3 branco peão · f1 branco rei | c7 preto rei · b5 branco bispo · d4 preto peão · f4 branco peão · h4 branco peão · e3 preto bispo · g3 branco peão · f1 branco rei | c7 preto rei · b5 branco bispo · d4 preto peão · f4 branco peão · h4 branco peão · e3 preto bispo · g3 branco peão · f1 branco rei | c7 preto rei · b5 branco bispo · d4 preto peão · f4 branco peão · h4 branco peão · e3 preto bispo · g3 branco peão · f1 branco rei | c7 preto rei · b5 branco bispo · d4 preto peão · f4 branco peão · h4 branco peão · e3 preto bispo · g3 branco peão · f1 branco rei | c7 preto rei · b5 branco bispo · d4 preto peão · f4 branco peão · h4 branco peão · e3 preto bispo · g3 branco peão · f1 branco rei | 3 |
| 2 | c7 preto rei · b5 branco bispo · d4 preto peão · f4 branco peão · h4 branco peão · e3 preto bispo · g3 branco peão · f1 branco rei | c7 preto rei · b5 branco bispo · d4 preto peão · f4 branco peão · h4 branco peão · e3 preto bispo · g3 branco peão · f1 branco rei | c7 preto rei · b5 branco bispo · d4 preto peão · f4 branco peão · h4 branco peão · e3 preto bispo · g3 branco peão · f1 branco rei | c7 preto rei · b5 branco bispo · d4 preto peão · f4 branco peão · h4 branco peão · e3 preto bispo · g3 branco peão · f1 branco rei | c7 preto rei · b5 branco bispo · d4 preto peão · f4 branco peão · h4 branco peão · e3 preto bispo · g3 branco peão · f1 branco rei | c7 preto rei · b5 branco bispo · d4 preto peão · f4 branco peão · h4 branco peão · e3 preto bispo · g3 branco peão · f1 branco rei | c7 preto rei · b5 branco bispo · d4 preto peão · f4 branco peão · h4 branco peão · e3 preto bispo · g3 branco peão · f1 branco rei | c7 preto rei · b5 branco bispo · d4 preto peão · f4 branco peão · h4 branco peão · e3 preto bispo · g3 branco peão · f1 branco rei | 2 |
| 1 | c7 preto rei · b5 branco bispo · d4 preto peão · f4 branco peão · h4 branco peão · e3 preto bispo · g3 branco peão · f1 branco rei | c7 preto rei · b5 branco bispo · d4 preto peão · f4 branco peão · h4 branco peão · e3 preto bispo · g3 branco peão · f1 branco rei | c7 preto rei · b5 branco bispo · d4 preto peão · f4 branco peão · h4 branco peão · e3 preto bispo · g3 branco peão · f1 branco rei | c7 preto rei · b5 branco bispo · d4 preto peão · f4 branco peão · h4 branco peão · e3 preto bispo · g3 branco peão · f1 branco rei | c7 preto rei · b5 branco bispo · d4 preto peão · f4 branco peão · h4 branco peão · e3 preto bispo · g3 branco peão · f1 branco rei | c7 preto rei · b5 branco bispo · d4 preto peão · f4 branco peão · h4 branco peão · e3 preto bispo · g3 branco peão · f1 branco rei | c7 preto rei · b5 branco bispo · d4 preto peão · f4 branco peão · h4 branco peão · e3 preto bispo · g3 branco peão · f1 branco rei | c7 preto rei · b5 branco bispo · d4 preto peão · f4 branco peão · h4 branco peão · e3 preto bispo · g3 branco peão · f1 branco rei | 1 |
|   | a | b | c | d | e | f | g | h |   |

O segundo jogo começou com a Abertura Catalã. Kasparov utilizou-se das chamadas Táticas “Anticomputador”, fazendo-se uso do que poderia ser chamado de estilo preventivo, bloqueando todas as tentativas de desenvolvimento do Deep Blue. O jogo durou 73 movimentos, mas, eventualmente, o operador da Deep Blue teve que renunciar ao jogo para o computador numa posição em que ambos os jogadores tinham um bispo, mas Kasparov tinha três peões para o Deep Blue.
A partida foi disputada em 11 de Fevereiro de 1996.
Kasparov–Deep Blue 
1.Nf3 d5 2.d4 e6 3.g3 c5 4.Bg2 Nc6 5.0-0 Nf6 6.c4 dxc4 7.Ne5 Bd7 8.Na3 cxd4 9.Naxc4 Bc5 10.Qb3 0-0 11.Qxb7 Nxe5 12.Nxe5 Rb8 13.Qf3 Bd6 14.Nc6 Bxc6 15.Qxc6 e5 16.Rb1 Rb6 17.Qa4 Qb8 18.Bg5 Be7 19.b4 Bxb4 20.Bxf6 gxf6 21.Qd7 Qc8 22.Qxa7 Rb8 23.Qa4 Bc3 24.Rxb8 Qxb8 25.Be4 Qc7 26.Qa6 Kg7 27.Qd3 Rb8 28.Bxh7 Rb2 29.Be4 Rxa2 30.h4 Qc8 31.Qf3 Ra1 32.Rxa1 Bxa1 33.Qh5 Qh8 34.Qg4+ Kf8 35.Qc8+ Kg7 36.Qg4+ Kf8 37.Bd5 Ke7 38.Bc6 Kf8 39.Bd5 Ke7 40.Qf3 Bc3 41.Bc4 Qc8 42.Qd5 Qe6 43.Qb5 Qd7 44.Qc5+ Qd6 45.Qa7+ Qd7 46.Qa8 Qc7 47.Qa3+ Qd6 48.Qa2 f5 49.Bxf7 e4 50.Bh5 Qf6 51.Qa3+ Kd7 52.Qa7+ Kd8 53.Qb8+ Kd7 54.Be8+ Ke7 55.Bb5 Bd2 56.Qc7+ Kf8 57.Bc4 Bc3 58.Kg2 Be1 59.Kf1 Bc3 60.f4 exf3 61.exf3 Bd2 62.f4 Ke8 63.Qc8+ Ke7 64.Qc5+ Kd8 65.Bd3 Be3 66.Qxf5 Qc6 67.Qf8+ Kc7 68.Qe7+ Kc8 69.Bf5+ Kb8 70.Qd8+ Kb7 71.Qd7+ Qxd7 72.Bxd7 Kc7 73.Bb5 1–0

### 3ª partida
| # | Brancas   | Pretas    | Resultado | Comentários |
| - | --------- | --------- | --------- | ----------- |
| 1 | Deep Blue | Kasparov  | 1–0       |             |
| 2 | Kasparov  | Deep Blue | 1–0       |             |

A terceira disputa foi jogada com a Defesa siciliana. A partida terminou empatada no 39o movimento.
Foi disputado em 13 de fevereiro de 1996.
1.e4 c5 2.c3 d5 3.exd5 Dxd5 4.d4 Cf6 5.Cf3 Ag4 6.Ae2 e6 7.O-O Cc6 8.Ae3 cxd4 9.cxd4 Ab4 10.a3 Aa5 11.Cc3 Dd6 12.Ce5 Axe2 13.Dxe2 Axc3 14.bxc3 Cxe5 15.Af4 Cf3+ 16.Dxf3 Dd5 17.Dd3 Tc8 18.Tfc1 Dc4 19.Dxc4 Txc4 20.Tcb1 b6 21.Ab8 Ta4 22.Tb4 Ta5 23.Tc4 O-O 24.Ad6 Ta8 25.Tc6 b5 26.Rf1 Ta4 27.Tb1 a6 28.Re2 h5 29.Rd3 Td8 30.Ae7 Td7 31.Axf6 gxf6 32.Tb3 Rg7 33.Re3 e5 34.g3 exd4 35.cxd4 Te7+ 36.Rf3 Td7 37.Td3 Taxd4 38.Txd4 Txd4 39.Txa6 b4 ½-½

### 4ª partida
| # | Brancas   | Pretas    | Resultado | Comentários |
| - | --------- | --------- | --------- | ----------- |
| 1 | Deep Blue | Kasparov  | 1–0       |             |
| 2 | Kasparov  | Deep Blue | 1–0       |             |
| 3 | Deep Blue | Kasparov  | ½–½       | Empate      |

A quarta disputa foi jogada com a Defesa semieslava, e terminou em um empate.
Foi disputada em 14 de fevereiro de 1996.
1.Cf3 d5 2.d4 c6 3.c4 e6 4.Cdd2 Nf6 5.e3 Cbd7 6.Ad3 Ad6 7.e4 dxe4 8.Nxe4 Nxe4 9.Axe4 OO 10.OO h6 11.Ac2 e5 12.Te1 exd4 13. Dxd4 Aq5 14.Qc3 a5 15.a3 Nf6 16.Be3 Axe3 17.Rxe3 Bg4 18.Ne5 Bf8 19.Rae1 Bf6 20.f4 Dc8 21.h3 b5 22.f5 Bfc4 23.Cxc4 bxc4 24.Rxe8 + Cxe8 25.Te4 Nf6 26.Rxc4 Qd5 27.De5 Qd7 28.Qg4 f6 29.Qd4 Rh7 30.Ret4 Rd8 31.Rh1 Rc7 32.Rf2 Rb8 33.A4 Q5 34.Ac6 Q4 35.Rxc4 Qb4 36.Bf3 Qd3 37.Dh4 Qxb2 38. Dg3 Dxa3 39.Qc7 Df8 40.Qa7 Ce5 41.Ra5 Rf7 42.Rxe5 fxe5 43.Rxe5 Te8 44.Rf4 Rf6 45.Ah5 Rf8 46.Rg6 + Rh8 47.Rc7 Rd4 48.Rh2 R8 49.Ah5 Rf6 50.Rg6 Rg8 ½-½

### 5ª partida
| # | Brancas   | Pretas    | Resultado | Comentários |
| - | --------- | --------- | --------- | ----------- |
| 1 | Deep Blue | Kasparov  | 1–0       |             |
| 2 | Kasparov  | Deep Blue | 1–0       |             |
| 3 | Deep Blue | Kasparov  | ½–½       | Empate      |
| 4 | Kasparov  | Deep Blue | ½–½       | Empate      |

A quinta partida foi o ponto de inflexão do match. Kasparov, jogando com as peças pretas, escolheu fazer a Abertura dos quatro cavalos em vez da Defesa siciliana, que ele jogou nos jogos 1 e 3. Este foi o único jogo da partida que as peças pretas saíram-se vitoriosas.
Foi disputado em 16 de fevereiro de 1996.
1.e4 e5 2.Cf3 Cf6 3.Cc3 Cc6 4.d4 exd4 5.Cxd4 Ab4 6.Cxc6 bxc6 7.Ad3 d5 8.exd5 cxd5 9.O-O O-O 10.Ag5 c6 11.Df3 Ae7 12.Tae1 Te8 13.Ce2 h6 14.Af4 Ad6 15.Cd4 Ag4 16.Dg3 Axf4 17.Dxf4 Db6 18.c4 Ad7 19.cxd5 cxd5 20.Txe8+ Txe8 21.Dd2 Ce4 22.Axe4 dxe4 23.b3 Td8 24.Dc3 f5 25.Td1 Ae6 26.De3 Af7 27.Dc3 f4 28.Td2 Df6 29.g3 Td5 30.a3 Rh7 31.Rg2 De5 32.f3 e3 33.Td3 e2 34.gxf4 e1=D 35.fxe5 Dxc3 36.Txc3 Txd4 37.b4 Ac4 38.Rf2 g5 39.Te3 Ae6 40.Tc3 Ac4 41.Te3 Td2+ 42.Re1 Td3 43.Rf2 Rg6 44.Txd3 Axd3 45.Re3 Ac2 46.Rd4 Rf5 47.Rd5 h5 0-1

### 6ª partida
| # | Brancas   | Pretas    | Resultado | Comentários                                      |
| - | --------- | --------- | --------- | ------------------------------------------------ |
| 1 | Deep Blue | Kasparov  | 1–0       |                                                  |
| 2 | Kasparov  | Deep Blue | 1–0       |                                                  |
| 3 | Deep Blue | Kasparov  | ½–½       | Empate                                           |
| 4 | Kasparov  | Deep Blue | ½–½       | Empate                                           |
| 5 | Deep Blue | Kasparov  | 0–1       | Kasparov ofereceu o empate após o 23o movimento. |

|   | a | b | c | d | e | f | g | h |   |
| 8 | a8 preto torre · b8 preto bispo · c8 preto torre · b7 preto rainha · f7 preto peão · a6 preto peão · b6 branco peão · c6 preto peão · e6 preto peão · f6 branco bispo · g6 preto peão · h6 preto rei · a5 branco peão · c5 branco rainha · d5 preto peão · e5 branco peão · h5 preto peão · b4 branco torre · h4 branco peão · g3 branco peão · f2 branco peão · c1 branco torre · g1 branco rei | a8 preto torre · b8 preto bispo · c8 preto torre · b7 preto rainha · f7 preto peão · a6 preto peão · b6 branco peão · c6 preto peão · e6 preto peão · f6 branco bispo · g6 preto peão · h6 preto rei · a5 branco peão · c5 branco rainha · d5 preto peão · e5 branco peão · h5 preto peão · b4 branco torre · h4 branco peão · g3 branco peão · f2 branco peão · c1 branco torre · g1 branco rei | a8 preto torre · b8 preto bispo · c8 preto torre · b7 preto rainha · f7 preto peão · a6 preto peão · b6 branco peão · c6 preto peão · e6 preto peão · f6 branco bispo · g6 preto peão · h6 preto rei · a5 branco peão · c5 branco rainha · d5 preto peão · e5 branco peão · h5 preto peão · b4 branco torre · h4 branco peão · g3 branco peão · f2 branco peão · c1 branco torre · g1 branco rei | a8 preto torre · b8 preto bispo · c8 preto torre · b7 preto rainha · f7 preto peão · a6 preto peão · b6 branco peão · c6 preto peão · e6 preto peão · f6 branco bispo · g6 preto peão · h6 preto rei · a5 branco peão · c5 branco rainha · d5 preto peão · e5 branco peão · h5 preto peão · b4 branco torre · h4 branco peão · g3 branco peão · f2 branco peão · c1 branco torre · g1 branco rei | a8 preto torre · b8 preto bispo · c8 preto torre · b7 preto rainha · f7 preto peão · a6 preto peão · b6 branco peão · c6 preto peão · e6 preto peão · f6 branco bispo · g6 preto peão · h6 preto rei · a5 branco peão · c5 branco rainha · d5 preto peão · e5 branco peão · h5 preto peão · b4 branco torre · h4 branco peão · g3 branco peão · f2 branco peão · c1 branco torre · g1 branco rei | a8 preto torre · b8 preto bispo · c8 preto torre · b7 preto rainha · f7 preto peão · a6 preto peão · b6 branco peão · c6 preto peão · e6 preto peão · f6 branco bispo · g6 preto peão · h6 preto rei · a5 branco peão · c5 branco rainha · d5 preto peão · e5 branco peão · h5 preto peão · b4 branco torre · h4 branco peão · g3 branco peão · f2 branco peão · c1 branco torre · g1 branco rei | a8 preto torre · b8 preto bispo · c8 preto torre · b7 preto rainha · f7 preto peão · a6 preto peão · b6 branco peão · c6 preto peão · e6 preto peão · f6 branco bispo · g6 preto peão · h6 preto rei · a5 branco peão · c5 branco rainha · d5 preto peão · e5 branco peão · h5 preto peão · b4 branco torre · h4 branco peão · g3 branco peão · f2 branco peão · c1 branco torre · g1 branco rei | a8 preto torre · b8 preto bispo · c8 preto torre · b7 preto rainha · f7 preto peão · a6 preto peão · b6 branco peão · c6 preto peão · e6 preto peão · f6 branco bispo · g6 preto peão · h6 preto rei · a5 branco peão · c5 branco rainha · d5 preto peão · e5 branco peão · h5 preto peão · b4 branco torre · h4 branco peão · g3 branco peão · f2 branco peão · c1 branco torre · g1 branco rei | 8 |
| 7 | a8 preto torre · b8 preto bispo · c8 preto torre · b7 preto rainha · f7 preto peão · a6 preto peão · b6 branco peão · c6 preto peão · e6 preto peão · f6 branco bispo · g6 preto peão · h6 preto rei · a5 branco peão · c5 branco rainha · d5 preto peão · e5 branco peão · h5 preto peão · b4 branco torre · h4 branco peão · g3 branco peão · f2 branco peão · c1 branco torre · g1 branco rei | a8 preto torre · b8 preto bispo · c8 preto torre · b7 preto rainha · f7 preto peão · a6 preto peão · b6 branco peão · c6 preto peão · e6 preto peão · f6 branco bispo · g6 preto peão · h6 preto rei · a5 branco peão · c5 branco rainha · d5 preto peão · e5 branco peão · h5 preto peão · b4 branco torre · h4 branco peão · g3 branco peão · f2 branco peão · c1 branco torre · g1 branco rei | a8 preto torre · b8 preto bispo · c8 preto torre · b7 preto rainha · f7 preto peão · a6 preto peão · b6 branco peão · c6 preto peão · e6 preto peão · f6 branco bispo · g6 preto peão · h6 preto rei · a5 branco peão · c5 branco rainha · d5 preto peão · e5 branco peão · h5 preto peão · b4 branco torre · h4 branco peão · g3 branco peão · f2 branco peão · c1 branco torre · g1 branco rei | a8 preto torre · b8 preto bispo · c8 preto torre · b7 preto rainha · f7 preto peão · a6 preto peão · b6 branco peão · c6 preto peão · e6 preto peão · f6 branco bispo · g6 preto peão · h6 preto rei · a5 branco peão · c5 branco rainha · d5 preto peão · e5 branco peão · h5 preto peão · b4 branco torre · h4 branco peão · g3 branco peão · f2 branco peão · c1 branco torre · g1 branco rei | a8 preto torre · b8 preto bispo · c8 preto torre · b7 preto rainha · f7 preto peão · a6 preto peão · b6 branco peão · c6 preto peão · e6 preto peão · f6 branco bispo · g6 preto peão · h6 preto rei · a5 branco peão · c5 branco rainha · d5 preto peão · e5 branco peão · h5 preto peão · b4 branco torre · h4 branco peão · g3 branco peão · f2 branco peão · c1 branco torre · g1 branco rei | a8 preto torre · b8 preto bispo · c8 preto torre · b7 preto rainha · f7 preto peão · a6 preto peão · b6 branco peão · c6 preto peão · e6 preto peão · f6 branco bispo · g6 preto peão · h6 preto rei · a5 branco peão · c5 branco rainha · d5 preto peão · e5 branco peão · h5 preto peão · b4 branco torre · h4 branco peão · g3 branco peão · f2 branco peão · c1 branco torre · g1 branco rei | a8 preto torre · b8 preto bispo · c8 preto torre · b7 preto rainha · f7 preto peão · a6 preto peão · b6 branco peão · c6 preto peão · e6 preto peão · f6 branco bispo · g6 preto peão · h6 preto rei · a5 branco peão · c5 branco rainha · d5 preto peão · e5 branco peão · h5 preto peão · b4 branco torre · h4 branco peão · g3 branco peão · f2 branco peão · c1 branco torre · g1 branco rei | a8 preto torre · b8 preto bispo · c8 preto torre · b7 preto rainha · f7 preto peão · a6 preto peão · b6 branco peão · c6 preto peão · e6 preto peão · f6 branco bispo · g6 preto peão · h6 preto rei · a5 branco peão · c5 branco rainha · d5 preto peão · e5 branco peão · h5 preto peão · b4 branco torre · h4 branco peão · g3 branco peão · f2 branco peão · c1 branco torre · g1 branco rei | 7 |
| 6 | a8 preto torre · b8 preto bispo · c8 preto torre · b7 preto rainha · f7 preto peão · a6 preto peão · b6 branco peão · c6 preto peão · e6 preto peão · f6 branco bispo · g6 preto peão · h6 preto rei · a5 branco peão · c5 branco rainha · d5 preto peão · e5 branco peão · h5 preto peão · b4 branco torre · h4 branco peão · g3 branco peão · f2 branco peão · c1 branco torre · g1 branco rei | a8 preto torre · b8 preto bispo · c8 preto torre · b7 preto rainha · f7 preto peão · a6 preto peão · b6 branco peão · c6 preto peão · e6 preto peão · f6 branco bispo · g6 preto peão · h6 preto rei · a5 branco peão · c5 branco rainha · d5 preto peão · e5 branco peão · h5 preto peão · b4 branco torre · h4 branco peão · g3 branco peão · f2 branco peão · c1 branco torre · g1 branco rei | a8 preto torre · b8 preto bispo · c8 preto torre · b7 preto rainha · f7 preto peão · a6 preto peão · b6 branco peão · c6 preto peão · e6 preto peão · f6 branco bispo · g6 preto peão · h6 preto rei · a5 branco peão · c5 branco rainha · d5 preto peão · e5 branco peão · h5 preto peão · b4 branco torre · h4 branco peão · g3 branco peão · f2 branco peão · c1 branco torre · g1 branco rei | a8 preto torre · b8 preto bispo · c8 preto torre · b7 preto rainha · f7 preto peão · a6 preto peão · b6 branco peão · c6 preto peão · e6 preto peão · f6 branco bispo · g6 preto peão · h6 preto rei · a5 branco peão · c5 branco rainha · d5 preto peão · e5 branco peão · h5 preto peão · b4 branco torre · h4 branco peão · g3 branco peão · f2 branco peão · c1 branco torre · g1 branco rei | a8 preto torre · b8 preto bispo · c8 preto torre · b7 preto rainha · f7 preto peão · a6 preto peão · b6 branco peão · c6 preto peão · e6 preto peão · f6 branco bispo · g6 preto peão · h6 preto rei · a5 branco peão · c5 branco rainha · d5 preto peão · e5 branco peão · h5 preto peão · b4 branco torre · h4 branco peão · g3 branco peão · f2 branco peão · c1 branco torre · g1 branco rei | a8 preto torre · b8 preto bispo · c8 preto torre · b7 preto rainha · f7 preto peão · a6 preto peão · b6 branco peão · c6 preto peão · e6 preto peão · f6 branco bispo · g6 preto peão · h6 preto rei · a5 branco peão · c5 branco rainha · d5 preto peão · e5 branco peão · h5 preto peão · b4 branco torre · h4 branco peão · g3 branco peão · f2 branco peão · c1 branco torre · g1 branco rei | a8 preto torre · b8 preto bispo · c8 preto torre · b7 preto rainha · f7 preto peão · a6 preto peão · b6 branco peão · c6 preto peão · e6 preto peão · f6 branco bispo · g6 preto peão · h6 preto rei · a5 branco peão · c5 branco rainha · d5 preto peão · e5 branco peão · h5 preto peão · b4 branco torre · h4 branco peão · g3 branco peão · f2 branco peão · c1 branco torre · g1 branco rei | a8 preto torre · b8 preto bispo · c8 preto torre · b7 preto rainha · f7 preto peão · a6 preto peão · b6 branco peão · c6 preto peão · e6 preto peão · f6 branco bispo · g6 preto peão · h6 preto rei · a5 branco peão · c5 branco rainha · d5 preto peão · e5 branco peão · h5 preto peão · b4 branco torre · h4 branco peão · g3 branco peão · f2 branco peão · c1 branco torre · g1 branco rei | 6 |
| 5 | a8 preto torre · b8 preto bispo · c8 preto torre · b7 preto rainha · f7 preto peão · a6 preto peão · b6 branco peão · c6 preto peão · e6 preto peão · f6 branco bispo · g6 preto peão · h6 preto rei · a5 branco peão · c5 branco rainha · d5 preto peão · e5 branco peão · h5 preto peão · b4 branco torre · h4 branco peão · g3 branco peão · f2 branco peão · c1 branco torre · g1 branco rei | a8 preto torre · b8 preto bispo · c8 preto torre · b7 preto rainha · f7 preto peão · a6 preto peão · b6 branco peão · c6 preto peão · e6 preto peão · f6 branco bispo · g6 preto peão · h6 preto rei · a5 branco peão · c5 branco rainha · d5 preto peão · e5 branco peão · h5 preto peão · b4 branco torre · h4 branco peão · g3 branco peão · f2 branco peão · c1 branco torre · g1 branco rei | a8 preto torre · b8 preto bispo · c8 preto torre · b7 preto rainha · f7 preto peão · a6 preto peão · b6 branco peão · c6 preto peão · e6 preto peão · f6 branco bispo · g6 preto peão · h6 preto rei · a5 branco peão · c5 branco rainha · d5 preto peão · e5 branco peão · h5 preto peão · b4 branco torre · h4 branco peão · g3 branco peão · f2 branco peão · c1 branco torre · g1 branco rei | a8 preto torre · b8 preto bispo · c8 preto torre · b7 preto rainha · f7 preto peão · a6 preto peão · b6 branco peão · c6 preto peão · e6 preto peão · f6 branco bispo · g6 preto peão · h6 preto rei · a5 branco peão · c5 branco rainha · d5 preto peão · e5 branco peão · h5 preto peão · b4 branco torre · h4 branco peão · g3 branco peão · f2 branco peão · c1 branco torre · g1 branco rei | a8 preto torre · b8 preto bispo · c8 preto torre · b7 preto rainha · f7 preto peão · a6 preto peão · b6 branco peão · c6 preto peão · e6 preto peão · f6 branco bispo · g6 preto peão · h6 preto rei · a5 branco peão · c5 branco rainha · d5 preto peão · e5 branco peão · h5 preto peão · b4 branco torre · h4 branco peão · g3 branco peão · f2 branco peão · c1 branco torre · g1 branco rei | a8 preto torre · b8 preto bispo · c8 preto torre · b7 preto rainha · f7 preto peão · a6 preto peão · b6 branco peão · c6 preto peão · e6 preto peão · f6 branco bispo · g6 preto peão · h6 preto rei · a5 branco peão · c5 branco rainha · d5 preto peão · e5 branco peão · h5 preto peão · b4 branco torre · h4 branco peão · g3 branco peão · f2 branco peão · c1 branco torre · g1 branco rei | a8 preto torre · b8 preto bispo · c8 preto torre · b7 preto rainha · f7 preto peão · a6 preto peão · b6 branco peão · c6 preto peão · e6 preto peão · f6 branco bispo · g6 preto peão · h6 preto rei · a5 branco peão · c5 branco rainha · d5 preto peão · e5 branco peão · h5 preto peão · b4 branco torre · h4 branco peão · g3 branco peão · f2 branco peão · c1 branco torre · g1 branco rei | a8 preto torre · b8 preto bispo · c8 preto torre · b7 preto rainha · f7 preto peão · a6 preto peão · b6 branco peão · c6 preto peão · e6 preto peão · f6 branco bispo · g6 preto peão · h6 preto rei · a5 branco peão · c5 branco rainha · d5 preto peão · e5 branco peão · h5 preto peão · b4 branco torre · h4 branco peão · g3 branco peão · f2 branco peão · c1 branco torre · g1 branco rei | 5 |
| 4 | a8 preto torre · b8 preto bispo · c8 preto torre · b7 preto rainha · f7 preto peão · a6 preto peão · b6 branco peão · c6 preto peão · e6 preto peão · f6 branco bispo · g6 preto peão · h6 preto rei · a5 branco peão · c5 branco rainha · d5 preto peão · e5 branco peão · h5 preto peão · b4 branco torre · h4 branco peão · g3 branco peão · f2 branco peão · c1 branco torre · g1 branco rei | a8 preto torre · b8 preto bispo · c8 preto torre · b7 preto rainha · f7 preto peão · a6 preto peão · b6 branco peão · c6 preto peão · e6 preto peão · f6 branco bispo · g6 preto peão · h6 preto rei · a5 branco peão · c5 branco rainha · d5 preto peão · e5 branco peão · h5 preto peão · b4 branco torre · h4 branco peão · g3 branco peão · f2 branco peão · c1 branco torre · g1 branco rei | a8 preto torre · b8 preto bispo · c8 preto torre · b7 preto rainha · f7 preto peão · a6 preto peão · b6 branco peão · c6 preto peão · e6 preto peão · f6 branco bispo · g6 preto peão · h6 preto rei · a5 branco peão · c5 branco rainha · d5 preto peão · e5 branco peão · h5 preto peão · b4 branco torre · h4 branco peão · g3 branco peão · f2 branco peão · c1 branco torre · g1 branco rei | a8 preto torre · b8 preto bispo · c8 preto torre · b7 preto rainha · f7 preto peão · a6 preto peão · b6 branco peão · c6 preto peão · e6 preto peão · f6 branco bispo · g6 preto peão · h6 preto rei · a5 branco peão · c5 branco rainha · d5 preto peão · e5 branco peão · h5 preto peão · b4 branco torre · h4 branco peão · g3 branco peão · f2 branco peão · c1 branco torre · g1 branco rei | a8 preto torre · b8 preto bispo · c8 preto torre · b7 preto rainha · f7 preto peão · a6 preto peão · b6 branco peão · c6 preto peão · e6 preto peão · f6 branco bispo · g6 preto peão · h6 preto rei · a5 branco peão · c5 branco rainha · d5 preto peão · e5 branco peão · h5 preto peão · b4 branco torre · h4 branco peão · g3 branco peão · f2 branco peão · c1 branco torre · g1 branco rei | a8 preto torre · b8 preto bispo · c8 preto torre · b7 preto rainha · f7 preto peão · a6 preto peão · b6 branco peão · c6 preto peão · e6 preto peão · f6 branco bispo · g6 preto peão · h6 preto rei · a5 branco peão · c5 branco rainha · d5 preto peão · e5 branco peão · h5 preto peão · b4 branco torre · h4 branco peão · g3 branco peão · f2 branco peão · c1 branco torre · g1 branco rei | a8 preto torre · b8 preto bispo · c8 preto torre · b7 preto rainha · f7 preto peão · a6 preto peão · b6 branco peão · c6 preto peão · e6 preto peão · f6 branco bispo · g6 preto peão · h6 preto rei · a5 branco peão · c5 branco rainha · d5 preto peão · e5 branco peão · h5 preto peão · b4 branco torre · h4 branco peão · g3 branco peão · f2 branco peão · c1 branco torre · g1 branco rei | a8 preto torre · b8 preto bispo · c8 preto torre · b7 preto rainha · f7 preto peão · a6 preto peão · b6 branco peão · c6 preto peão · e6 preto peão · f6 branco bispo · g6 preto peão · h6 preto rei · a5 branco peão · c5 branco rainha · d5 preto peão · e5 branco peão · h5 preto peão · b4 branco torre · h4 branco peão · g3 branco peão · f2 branco peão · c1 branco torre · g1 branco rei | 4 |
| 3 | a8 preto torre · b8 preto bispo · c8 preto torre · b7 preto rainha · f7 preto peão · a6 preto peão · b6 branco peão · c6 preto peão · e6 preto peão · f6 branco bispo · g6 preto peão · h6 preto rei · a5 branco peão · c5 branco rainha · d5 preto peão · e5 branco peão · h5 preto peão · b4 branco torre · h4 branco peão · g3 branco peão · f2 branco peão · c1 branco torre · g1 branco rei | a8 preto torre · b8 preto bispo · c8 preto torre · b7 preto rainha · f7 preto peão · a6 preto peão · b6 branco peão · c6 preto peão · e6 preto peão · f6 branco bispo · g6 preto peão · h6 preto rei · a5 branco peão · c5 branco rainha · d5 preto peão · e5 branco peão · h5 preto peão · b4 branco torre · h4 branco peão · g3 branco peão · f2 branco peão · c1 branco torre · g1 branco rei | a8 preto torre · b8 preto bispo · c8 preto torre · b7 preto rainha · f7 preto peão · a6 preto peão · b6 branco peão · c6 preto peão · e6 preto peão · f6 branco bispo · g6 preto peão · h6 preto rei · a5 branco peão · c5 branco rainha · d5 preto peão · e5 branco peão · h5 preto peão · b4 branco torre · h4 branco peão · g3 branco peão · f2 branco peão · c1 branco torre · g1 branco rei | a8 preto torre · b8 preto bispo · c8 preto torre · b7 preto rainha · f7 preto peão · a6 preto peão · b6 branco peão · c6 preto peão · e6 preto peão · f6 branco bispo · g6 preto peão · h6 preto rei · a5 branco peão · c5 branco rainha · d5 preto peão · e5 branco peão · h5 preto peão · b4 branco torre · h4 branco peão · g3 branco peão · f2 branco peão · c1 branco torre · g1 branco rei | a8 preto torre · b8 preto bispo · c8 preto torre · b7 preto rainha · f7 preto peão · a6 preto peão · b6 branco peão · c6 preto peão · e6 preto peão · f6 branco bispo · g6 preto peão · h6 preto rei · a5 branco peão · c5 branco rainha · d5 preto peão · e5 branco peão · h5 preto peão · b4 branco torre · h4 branco peão · g3 branco peão · f2 branco peão · c1 branco torre · g1 branco rei | a8 preto torre · b8 preto bispo · c8 preto torre · b7 preto rainha · f7 preto peão · a6 preto peão · b6 branco peão · c6 preto peão · e6 preto peão · f6 branco bispo · g6 preto peão · h6 preto rei · a5 branco peão · c5 branco rainha · d5 preto peão · e5 branco peão · h5 preto peão · b4 branco torre · h4 branco peão · g3 branco peão · f2 branco peão · c1 branco torre · g1 branco rei | a8 preto torre · b8 preto bispo · c8 preto torre · b7 preto rainha · f7 preto peão · a6 preto peão · b6 branco peão · c6 preto peão · e6 preto peão · f6 branco bispo · g6 preto peão · h6 preto rei · a5 branco peão · c5 branco rainha · d5 preto peão · e5 branco peão · h5 preto peão · b4 branco torre · h4 branco peão · g3 branco peão · f2 branco peão · c1 branco torre · g1 branco rei | a8 preto torre · b8 preto bispo · c8 preto torre · b7 preto rainha · f7 preto peão · a6 preto peão · b6 branco peão · c6 preto peão · e6 preto peão · f6 branco bispo · g6 preto peão · h6 preto rei · a5 branco peão · c5 branco rainha · d5 preto peão · e5 branco peão · h5 preto peão · b4 branco torre · h4 branco peão · g3 branco peão · f2 branco peão · c1 branco torre · g1 branco rei | 3 |
| 2 | a8 preto torre · b8 preto bispo · c8 preto torre · b7 preto rainha · f7 preto peão · a6 preto peão · b6 branco peão · c6 preto peão · e6 preto peão · f6 branco bispo · g6 preto peão · h6 preto rei · a5 branco peão · c5 branco rainha · d5 preto peão · e5 branco peão · h5 preto peão · b4 branco torre · h4 branco peão · g3 branco peão · f2 branco peão · c1 branco torre · g1 branco rei | a8 preto torre · b8 preto bispo · c8 preto torre · b7 preto rainha · f7 preto peão · a6 preto peão · b6 branco peão · c6 preto peão · e6 preto peão · f6 branco bispo · g6 preto peão · h6 preto rei · a5 branco peão · c5 branco rainha · d5 preto peão · e5 branco peão · h5 preto peão · b4 branco torre · h4 branco peão · g3 branco peão · f2 branco peão · c1 branco torre · g1 branco rei | a8 preto torre · b8 preto bispo · c8 preto torre · b7 preto rainha · f7 preto peão · a6 preto peão · b6 branco peão · c6 preto peão · e6 preto peão · f6 branco bispo · g6 preto peão · h6 preto rei · a5 branco peão · c5 branco rainha · d5 preto peão · e5 branco peão · h5 preto peão · b4 branco torre · h4 branco peão · g3 branco peão · f2 branco peão · c1 branco torre · g1 branco rei | a8 preto torre · b8 preto bispo · c8 preto torre · b7 preto rainha · f7 preto peão · a6 preto peão · b6 branco peão · c6 preto peão · e6 preto peão · f6 branco bispo · g6 preto peão · h6 preto rei · a5 branco peão · c5 branco rainha · d5 preto peão · e5 branco peão · h5 preto peão · b4 branco torre · h4 branco peão · g3 branco peão · f2 branco peão · c1 branco torre · g1 branco rei | a8 preto torre · b8 preto bispo · c8 preto torre · b7 preto rainha · f7 preto peão · a6 preto peão · b6 branco peão · c6 preto peão · e6 preto peão · f6 branco bispo · g6 preto peão · h6 preto rei · a5 branco peão · c5 branco rainha · d5 preto peão · e5 branco peão · h5 preto peão · b4 branco torre · h4 branco peão · g3 branco peão · f2 branco peão · c1 branco torre · g1 branco rei | a8 preto torre · b8 preto bispo · c8 preto torre · b7 preto rainha · f7 preto peão · a6 preto peão · b6 branco peão · c6 preto peão · e6 preto peão · f6 branco bispo · g6 preto peão · h6 preto rei · a5 branco peão · c5 branco rainha · d5 preto peão · e5 branco peão · h5 preto peão · b4 branco torre · h4 branco peão · g3 branco peão · f2 branco peão · c1 branco torre · g1 branco rei | a8 preto torre · b8 preto bispo · c8 preto torre · b7 preto rainha · f7 preto peão · a6 preto peão · b6 branco peão · c6 preto peão · e6 preto peão · f6 branco bispo · g6 preto peão · h6 preto rei · a5 branco peão · c5 branco rainha · d5 preto peão · e5 branco peão · h5 preto peão · b4 branco torre · h4 branco peão · g3 branco peão · f2 branco peão · c1 branco torre · g1 branco rei | a8 preto torre · b8 preto bispo · c8 preto torre · b7 preto rainha · f7 preto peão · a6 preto peão · b6 branco peão · c6 preto peão · e6 preto peão · f6 branco bispo · g6 preto peão · h6 preto rei · a5 branco peão · c5 branco rainha · d5 preto peão · e5 branco peão · h5 preto peão · b4 branco torre · h4 branco peão · g3 branco peão · f2 branco peão · c1 branco torre · g1 branco rei | 2 |
| 1 | a8 preto torre · b8 preto bispo · c8 preto torre · b7 preto rainha · f7 preto peão · a6 preto peão · b6 branco peão · c6 preto peão · e6 preto peão · f6 branco bispo · g6 preto peão · h6 preto rei · a5 branco peão · c5 branco rainha · d5 preto peão · e5 branco peão · h5 preto peão · b4 branco torre · h4 branco peão · g3 branco peão · f2 branco peão · c1 branco torre · g1 branco rei | a8 preto torre · b8 preto bispo · c8 preto torre · b7 preto rainha · f7 preto peão · a6 preto peão · b6 branco peão · c6 preto peão · e6 preto peão · f6 branco bispo · g6 preto peão · h6 preto rei · a5 branco peão · c5 branco rainha · d5 preto peão · e5 branco peão · h5 preto peão · b4 branco torre · h4 branco peão · g3 branco peão · f2 branco peão · c1 branco torre · g1 branco rei | a8 preto torre · b8 preto bispo · c8 preto torre · b7 preto rainha · f7 preto peão · a6 preto peão · b6 branco peão · c6 preto peão · e6 preto peão · f6 branco bispo · g6 preto peão · h6 preto rei · a5 branco peão · c5 branco rainha · d5 preto peão · e5 branco peão · h5 preto peão · b4 branco torre · h4 branco peão · g3 branco peão · f2 branco peão · c1 branco torre · g1 branco rei | a8 preto torre · b8 preto bispo · c8 preto torre · b7 preto rainha · f7 preto peão · a6 preto peão · b6 branco peão · c6 preto peão · e6 preto peão · f6 branco bispo · g6 preto peão · h6 preto rei · a5 branco peão · c5 branco rainha · d5 preto peão · e5 branco peão · h5 preto peão · b4 branco torre · h4 branco peão · g3 branco peão · f2 branco peão · c1 branco torre · g1 branco rei | a8 preto torre · b8 preto bispo · c8 preto torre · b7 preto rainha · f7 preto peão · a6 preto peão · b6 branco peão · c6 preto peão · e6 preto peão · f6 branco bispo · g6 preto peão · h6 preto rei · a5 branco peão · c5 branco rainha · d5 preto peão · e5 branco peão · h5 preto peão · b4 branco torre · h4 branco peão · g3 branco peão · f2 branco peão · c1 branco torre · g1 branco rei | a8 preto torre · b8 preto bispo · c8 preto torre · b7 preto rainha · f7 preto peão · a6 preto peão · b6 branco peão · c6 preto peão · e6 preto peão · f6 branco bispo · g6 preto peão · h6 preto rei · a5 branco peão · c5 branco rainha · d5 preto peão · e5 branco peão · h5 preto peão · b4 branco torre · h4 branco peão · g3 branco peão · f2 branco peão · c1 branco torre · g1 branco rei | a8 preto torre · b8 preto bispo · c8 preto torre · b7 preto rainha · f7 preto peão · a6 preto peão · b6 branco peão · c6 preto peão · e6 preto peão · f6 branco bispo · g6 preto peão · h6 preto rei · a5 branco peão · c5 branco rainha · d5 preto peão · e5 branco peão · h5 preto peão · b4 branco torre · h4 branco peão · g3 branco peão · f2 branco peão · c1 branco torre · g1 branco rei | a8 preto torre · b8 preto bispo · c8 preto torre · b7 preto rainha · f7 preto peão · a6 preto peão · b6 branco peão · c6 preto peão · e6 preto peão · f6 branco bispo · g6 preto peão · h6 preto rei · a5 branco peão · c5 branco rainha · d5 preto peão · e5 branco peão · h5 preto peão · b4 branco torre · h4 branco peão · g3 branco peão · f2 branco peão · c1 branco torre · g1 branco rei | 1 |
|   | a | b | c | d | e | f | g | h |   |

A sexta partida foi uma ilustração de quão mal computadores podem desempenhar em algumas posições. Empregando Táticas “Anticomputador” e mantendo o foco do jogo no planejamento de longo prazo, Kasparov lentamente melhorou sua posição ao longo do meio do jogo, enquanto o Deep Blue desperdiçava o tempo sem fazer nada. No final do jogo, as peças de Deep Blue estavam abarrotadas em seu canto da rainha. Kasparov teve todo o tempo no mundo para planejar sua vitória. O próximo passo de Kasparov provavelmente teria sido 44.Qe7 para trocar as rainhas. Isso permitiria que seu peão, que estava prestes a promover, avançasse.
Foi disputado em 17 de fevereiro de 1996.

## Revanche de 1997

### 1ª partida
A primeira partida de 1997 começou com o Ataque índio do rei, uma abertura muito sólida, mas passiva, com a qual o Kasparov venceu em 45 movimentos.
Foi disputado em 3 de maio de 1997.
1.Cf3 d5 2.g3 Ag4 3.b3 Cd7 4.Ab2 e6 5.Ag2 Cgf6 6.O-O c6 7.d3 Ad6 8.Cbd2 O-O 9.h3 Ah5 10.e3 h6 11.De1 Da5 12.a3 Ac7 13.Ch4 g5 14.Chf3 e5 15.e4 Tfe8 16.Ch2 Db6 17.Dc1 a5 18.Te1 Ad6 19.Cdf1 dxe4 20.dxe4 Ac5 21.Ce3 Tad8 22.Chf1 g4 23.hxg4 Cxg4 24.f3 Cxe3 25.Cxe3 Ae7 26.Rh1 Ag5 27.Te2 a4 28.b4 f5 29.exf5 e4 30.f4 Axe2 31.fxg5 Ce5 32.g6 Af3 33.Ac3 Db5 34.Df1 Dxf1+ 35.Txf1 h5 36.Rg1 Rf8 37.Ah3 b5 38.Rf2 Rg7 39.g4 Rh6 40.Tg1 hxg4 41.Axg4 Axg4 42.Cxg4+ Cxg4+ 43.Txg4 Td5 44.f6 Td1 45.g7 1-0
Jogando de brancas, Kasparov derrotou facilmente o Deep Blue. Um massacre mais fácil do que se esperava, onde a máquina não cuidou da segurança do Rei. Porém, um movimento feito pelo Deep Blue neste confronto deixou Kasparov abalado psicologicamente. O 44º lance, executado pelo Deep Blue, confundiu totalmente o Kasparov por ser absolutamente contra-intuitivo. Era um movimento maluco, sem qualquer razão de ser. Não era estratégico, nem ofensivo e nem defensivo. Como não viu sentido naquele lance nº 44, incorretamente Kasparov concluiu que o Deep Blue estava sendo manipulado por alguém. E aí se desequilibrou emocionalmente pelo resto do match.

### 2ª partida
| # | Brancas  | Pretas    | Resultado | Comentários |
| - | -------- | --------- | --------- | ----------- |
| 1 | Kasparov | Deep Blue | 1–0       |             |

|   | a | b | c | d | e | f | g | h |   |
| 8 | a8 preto torre · c8 preto torre · e8 preto rainha · g8 preto rei · g7 preto peão · d6 preto bispo · f6 preto peão · h6 preto peão · b5 preto peão · d5 branco peão · e5 preto peão · f5 branco peão · b4 branco peão · c4 preto peão · c3 branco peão · h3 branco peão · a2 branco torre · c2 branco bispo · f2 branco rainha · g2 branco peão · a1 branco torre · g1 branco rei | a8 preto torre · c8 preto torre · e8 preto rainha · g8 preto rei · g7 preto peão · d6 preto bispo · f6 preto peão · h6 preto peão · b5 preto peão · d5 branco peão · e5 preto peão · f5 branco peão · b4 branco peão · c4 preto peão · c3 branco peão · h3 branco peão · a2 branco torre · c2 branco bispo · f2 branco rainha · g2 branco peão · a1 branco torre · g1 branco rei | a8 preto torre · c8 preto torre · e8 preto rainha · g8 preto rei · g7 preto peão · d6 preto bispo · f6 preto peão · h6 preto peão · b5 preto peão · d5 branco peão · e5 preto peão · f5 branco peão · b4 branco peão · c4 preto peão · c3 branco peão · h3 branco peão · a2 branco torre · c2 branco bispo · f2 branco rainha · g2 branco peão · a1 branco torre · g1 branco rei | a8 preto torre · c8 preto torre · e8 preto rainha · g8 preto rei · g7 preto peão · d6 preto bispo · f6 preto peão · h6 preto peão · b5 preto peão · d5 branco peão · e5 preto peão · f5 branco peão · b4 branco peão · c4 preto peão · c3 branco peão · h3 branco peão · a2 branco torre · c2 branco bispo · f2 branco rainha · g2 branco peão · a1 branco torre · g1 branco rei | a8 preto torre · c8 preto torre · e8 preto rainha · g8 preto rei · g7 preto peão · d6 preto bispo · f6 preto peão · h6 preto peão · b5 preto peão · d5 branco peão · e5 preto peão · f5 branco peão · b4 branco peão · c4 preto peão · c3 branco peão · h3 branco peão · a2 branco torre · c2 branco bispo · f2 branco rainha · g2 branco peão · a1 branco torre · g1 branco rei | a8 preto torre · c8 preto torre · e8 preto rainha · g8 preto rei · g7 preto peão · d6 preto bispo · f6 preto peão · h6 preto peão · b5 preto peão · d5 branco peão · e5 preto peão · f5 branco peão · b4 branco peão · c4 preto peão · c3 branco peão · h3 branco peão · a2 branco torre · c2 branco bispo · f2 branco rainha · g2 branco peão · a1 branco torre · g1 branco rei | a8 preto torre · c8 preto torre · e8 preto rainha · g8 preto rei · g7 preto peão · d6 preto bispo · f6 preto peão · h6 preto peão · b5 preto peão · d5 branco peão · e5 preto peão · f5 branco peão · b4 branco peão · c4 preto peão · c3 branco peão · h3 branco peão · a2 branco torre · c2 branco bispo · f2 branco rainha · g2 branco peão · a1 branco torre · g1 branco rei | a8 preto torre · c8 preto torre · e8 preto rainha · g8 preto rei · g7 preto peão · d6 preto bispo · f6 preto peão · h6 preto peão · b5 preto peão · d5 branco peão · e5 preto peão · f5 branco peão · b4 branco peão · c4 preto peão · c3 branco peão · h3 branco peão · a2 branco torre · c2 branco bispo · f2 branco rainha · g2 branco peão · a1 branco torre · g1 branco rei | 8 |
| 7 | a8 preto torre · c8 preto torre · e8 preto rainha · g8 preto rei · g7 preto peão · d6 preto bispo · f6 preto peão · h6 preto peão · b5 preto peão · d5 branco peão · e5 preto peão · f5 branco peão · b4 branco peão · c4 preto peão · c3 branco peão · h3 branco peão · a2 branco torre · c2 branco bispo · f2 branco rainha · g2 branco peão · a1 branco torre · g1 branco rei | a8 preto torre · c8 preto torre · e8 preto rainha · g8 preto rei · g7 preto peão · d6 preto bispo · f6 preto peão · h6 preto peão · b5 preto peão · d5 branco peão · e5 preto peão · f5 branco peão · b4 branco peão · c4 preto peão · c3 branco peão · h3 branco peão · a2 branco torre · c2 branco bispo · f2 branco rainha · g2 branco peão · a1 branco torre · g1 branco rei | a8 preto torre · c8 preto torre · e8 preto rainha · g8 preto rei · g7 preto peão · d6 preto bispo · f6 preto peão · h6 preto peão · b5 preto peão · d5 branco peão · e5 preto peão · f5 branco peão · b4 branco peão · c4 preto peão · c3 branco peão · h3 branco peão · a2 branco torre · c2 branco bispo · f2 branco rainha · g2 branco peão · a1 branco torre · g1 branco rei | a8 preto torre · c8 preto torre · e8 preto rainha · g8 preto rei · g7 preto peão · d6 preto bispo · f6 preto peão · h6 preto peão · b5 preto peão · d5 branco peão · e5 preto peão · f5 branco peão · b4 branco peão · c4 preto peão · c3 branco peão · h3 branco peão · a2 branco torre · c2 branco bispo · f2 branco rainha · g2 branco peão · a1 branco torre · g1 branco rei | a8 preto torre · c8 preto torre · e8 preto rainha · g8 preto rei · g7 preto peão · d6 preto bispo · f6 preto peão · h6 preto peão · b5 preto peão · d5 branco peão · e5 preto peão · f5 branco peão · b4 branco peão · c4 preto peão · c3 branco peão · h3 branco peão · a2 branco torre · c2 branco bispo · f2 branco rainha · g2 branco peão · a1 branco torre · g1 branco rei | a8 preto torre · c8 preto torre · e8 preto rainha · g8 preto rei · g7 preto peão · d6 preto bispo · f6 preto peão · h6 preto peão · b5 preto peão · d5 branco peão · e5 preto peão · f5 branco peão · b4 branco peão · c4 preto peão · c3 branco peão · h3 branco peão · a2 branco torre · c2 branco bispo · f2 branco rainha · g2 branco peão · a1 branco torre · g1 branco rei | a8 preto torre · c8 preto torre · e8 preto rainha · g8 preto rei · g7 preto peão · d6 preto bispo · f6 preto peão · h6 preto peão · b5 preto peão · d5 branco peão · e5 preto peão · f5 branco peão · b4 branco peão · c4 preto peão · c3 branco peão · h3 branco peão · a2 branco torre · c2 branco bispo · f2 branco rainha · g2 branco peão · a1 branco torre · g1 branco rei | a8 preto torre · c8 preto torre · e8 preto rainha · g8 preto rei · g7 preto peão · d6 preto bispo · f6 preto peão · h6 preto peão · b5 preto peão · d5 branco peão · e5 preto peão · f5 branco peão · b4 branco peão · c4 preto peão · c3 branco peão · h3 branco peão · a2 branco torre · c2 branco bispo · f2 branco rainha · g2 branco peão · a1 branco torre · g1 branco rei | 7 |
| 6 | a8 preto torre · c8 preto torre · e8 preto rainha · g8 preto rei · g7 preto peão · d6 preto bispo · f6 preto peão · h6 preto peão · b5 preto peão · d5 branco peão · e5 preto peão · f5 branco peão · b4 branco peão · c4 preto peão · c3 branco peão · h3 branco peão · a2 branco torre · c2 branco bispo · f2 branco rainha · g2 branco peão · a1 branco torre · g1 branco rei | a8 preto torre · c8 preto torre · e8 preto rainha · g8 preto rei · g7 preto peão · d6 preto bispo · f6 preto peão · h6 preto peão · b5 preto peão · d5 branco peão · e5 preto peão · f5 branco peão · b4 branco peão · c4 preto peão · c3 branco peão · h3 branco peão · a2 branco torre · c2 branco bispo · f2 branco rainha · g2 branco peão · a1 branco torre · g1 branco rei | a8 preto torre · c8 preto torre · e8 preto rainha · g8 preto rei · g7 preto peão · d6 preto bispo · f6 preto peão · h6 preto peão · b5 preto peão · d5 branco peão · e5 preto peão · f5 branco peão · b4 branco peão · c4 preto peão · c3 branco peão · h3 branco peão · a2 branco torre · c2 branco bispo · f2 branco rainha · g2 branco peão · a1 branco torre · g1 branco rei | a8 preto torre · c8 preto torre · e8 preto rainha · g8 preto rei · g7 preto peão · d6 preto bispo · f6 preto peão · h6 preto peão · b5 preto peão · d5 branco peão · e5 preto peão · f5 branco peão · b4 branco peão · c4 preto peão · c3 branco peão · h3 branco peão · a2 branco torre · c2 branco bispo · f2 branco rainha · g2 branco peão · a1 branco torre · g1 branco rei | a8 preto torre · c8 preto torre · e8 preto rainha · g8 preto rei · g7 preto peão · d6 preto bispo · f6 preto peão · h6 preto peão · b5 preto peão · d5 branco peão · e5 preto peão · f5 branco peão · b4 branco peão · c4 preto peão · c3 branco peão · h3 branco peão · a2 branco torre · c2 branco bispo · f2 branco rainha · g2 branco peão · a1 branco torre · g1 branco rei | a8 preto torre · c8 preto torre · e8 preto rainha · g8 preto rei · g7 preto peão · d6 preto bispo · f6 preto peão · h6 preto peão · b5 preto peão · d5 branco peão · e5 preto peão · f5 branco peão · b4 branco peão · c4 preto peão · c3 branco peão · h3 branco peão · a2 branco torre · c2 branco bispo · f2 branco rainha · g2 branco peão · a1 branco torre · g1 branco rei | a8 preto torre · c8 preto torre · e8 preto rainha · g8 preto rei · g7 preto peão · d6 preto bispo · f6 preto peão · h6 preto peão · b5 preto peão · d5 branco peão · e5 preto peão · f5 branco peão · b4 branco peão · c4 preto peão · c3 branco peão · h3 branco peão · a2 branco torre · c2 branco bispo · f2 branco rainha · g2 branco peão · a1 branco torre · g1 branco rei | a8 preto torre · c8 preto torre · e8 preto rainha · g8 preto rei · g7 preto peão · d6 preto bispo · f6 preto peão · h6 preto peão · b5 preto peão · d5 branco peão · e5 preto peão · f5 branco peão · b4 branco peão · c4 preto peão · c3 branco peão · h3 branco peão · a2 branco torre · c2 branco bispo · f2 branco rainha · g2 branco peão · a1 branco torre · g1 branco rei | 6 |
| 5 | a8 preto torre · c8 preto torre · e8 preto rainha · g8 preto rei · g7 preto peão · d6 preto bispo · f6 preto peão · h6 preto peão · b5 preto peão · d5 branco peão · e5 preto peão · f5 branco peão · b4 branco peão · c4 preto peão · c3 branco peão · h3 branco peão · a2 branco torre · c2 branco bispo · f2 branco rainha · g2 branco peão · a1 branco torre · g1 branco rei | a8 preto torre · c8 preto torre · e8 preto rainha · g8 preto rei · g7 preto peão · d6 preto bispo · f6 preto peão · h6 preto peão · b5 preto peão · d5 branco peão · e5 preto peão · f5 branco peão · b4 branco peão · c4 preto peão · c3 branco peão · h3 branco peão · a2 branco torre · c2 branco bispo · f2 branco rainha · g2 branco peão · a1 branco torre · g1 branco rei | a8 preto torre · c8 preto torre · e8 preto rainha · g8 preto rei · g7 preto peão · d6 preto bispo · f6 preto peão · h6 preto peão · b5 preto peão · d5 branco peão · e5 preto peão · f5 branco peão · b4 branco peão · c4 preto peão · c3 branco peão · h3 branco peão · a2 branco torre · c2 branco bispo · f2 branco rainha · g2 branco peão · a1 branco torre · g1 branco rei | a8 preto torre · c8 preto torre · e8 preto rainha · g8 preto rei · g7 preto peão · d6 preto bispo · f6 preto peão · h6 preto peão · b5 preto peão · d5 branco peão · e5 preto peão · f5 branco peão · b4 branco peão · c4 preto peão · c3 branco peão · h3 branco peão · a2 branco torre · c2 branco bispo · f2 branco rainha · g2 branco peão · a1 branco torre · g1 branco rei | a8 preto torre · c8 preto torre · e8 preto rainha · g8 preto rei · g7 preto peão · d6 preto bispo · f6 preto peão · h6 preto peão · b5 preto peão · d5 branco peão · e5 preto peão · f5 branco peão · b4 branco peão · c4 preto peão · c3 branco peão · h3 branco peão · a2 branco torre · c2 branco bispo · f2 branco rainha · g2 branco peão · a1 branco torre · g1 branco rei | a8 preto torre · c8 preto torre · e8 preto rainha · g8 preto rei · g7 preto peão · d6 preto bispo · f6 preto peão · h6 preto peão · b5 preto peão · d5 branco peão · e5 preto peão · f5 branco peão · b4 branco peão · c4 preto peão · c3 branco peão · h3 branco peão · a2 branco torre · c2 branco bispo · f2 branco rainha · g2 branco peão · a1 branco torre · g1 branco rei | a8 preto torre · c8 preto torre · e8 preto rainha · g8 preto rei · g7 preto peão · d6 preto bispo · f6 preto peão · h6 preto peão · b5 preto peão · d5 branco peão · e5 preto peão · f5 branco peão · b4 branco peão · c4 preto peão · c3 branco peão · h3 branco peão · a2 branco torre · c2 branco bispo · f2 branco rainha · g2 branco peão · a1 branco torre · g1 branco rei | a8 preto torre · c8 preto torre · e8 preto rainha · g8 preto rei · g7 preto peão · d6 preto bispo · f6 preto peão · h6 preto peão · b5 preto peão · d5 branco peão · e5 preto peão · f5 branco peão · b4 branco peão · c4 preto peão · c3 branco peão · h3 branco peão · a2 branco torre · c2 branco bispo · f2 branco rainha · g2 branco peão · a1 branco torre · g1 branco rei | 5 |
| 4 | a8 preto torre · c8 preto torre · e8 preto rainha · g8 preto rei · g7 preto peão · d6 preto bispo · f6 preto peão · h6 preto peão · b5 preto peão · d5 branco peão · e5 preto peão · f5 branco peão · b4 branco peão · c4 preto peão · c3 branco peão · h3 branco peão · a2 branco torre · c2 branco bispo · f2 branco rainha · g2 branco peão · a1 branco torre · g1 branco rei | a8 preto torre · c8 preto torre · e8 preto rainha · g8 preto rei · g7 preto peão · d6 preto bispo · f6 preto peão · h6 preto peão · b5 preto peão · d5 branco peão · e5 preto peão · f5 branco peão · b4 branco peão · c4 preto peão · c3 branco peão · h3 branco peão · a2 branco torre · c2 branco bispo · f2 branco rainha · g2 branco peão · a1 branco torre · g1 branco rei | a8 preto torre · c8 preto torre · e8 preto rainha · g8 preto rei · g7 preto peão · d6 preto bispo · f6 preto peão · h6 preto peão · b5 preto peão · d5 branco peão · e5 preto peão · f5 branco peão · b4 branco peão · c4 preto peão · c3 branco peão · h3 branco peão · a2 branco torre · c2 branco bispo · f2 branco rainha · g2 branco peão · a1 branco torre · g1 branco rei | a8 preto torre · c8 preto torre · e8 preto rainha · g8 preto rei · g7 preto peão · d6 preto bispo · f6 preto peão · h6 preto peão · b5 preto peão · d5 branco peão · e5 preto peão · f5 branco peão · b4 branco peão · c4 preto peão · c3 branco peão · h3 branco peão · a2 branco torre · c2 branco bispo · f2 branco rainha · g2 branco peão · a1 branco torre · g1 branco rei | a8 preto torre · c8 preto torre · e8 preto rainha · g8 preto rei · g7 preto peão · d6 preto bispo · f6 preto peão · h6 preto peão · b5 preto peão · d5 branco peão · e5 preto peão · f5 branco peão · b4 branco peão · c4 preto peão · c3 branco peão · h3 branco peão · a2 branco torre · c2 branco bispo · f2 branco rainha · g2 branco peão · a1 branco torre · g1 branco rei | a8 preto torre · c8 preto torre · e8 preto rainha · g8 preto rei · g7 preto peão · d6 preto bispo · f6 preto peão · h6 preto peão · b5 preto peão · d5 branco peão · e5 preto peão · f5 branco peão · b4 branco peão · c4 preto peão · c3 branco peão · h3 branco peão · a2 branco torre · c2 branco bispo · f2 branco rainha · g2 branco peão · a1 branco torre · g1 branco rei | a8 preto torre · c8 preto torre · e8 preto rainha · g8 preto rei · g7 preto peão · d6 preto bispo · f6 preto peão · h6 preto peão · b5 preto peão · d5 branco peão · e5 preto peão · f5 branco peão · b4 branco peão · c4 preto peão · c3 branco peão · h3 branco peão · a2 branco torre · c2 branco bispo · f2 branco rainha · g2 branco peão · a1 branco torre · g1 branco rei | a8 preto torre · c8 preto torre · e8 preto rainha · g8 preto rei · g7 preto peão · d6 preto bispo · f6 preto peão · h6 preto peão · b5 preto peão · d5 branco peão · e5 preto peão · f5 branco peão · b4 branco peão · c4 preto peão · c3 branco peão · h3 branco peão · a2 branco torre · c2 branco bispo · f2 branco rainha · g2 branco peão · a1 branco torre · g1 branco rei | 4 |
| 3 | a8 preto torre · c8 preto torre · e8 preto rainha · g8 preto rei · g7 preto peão · d6 preto bispo · f6 preto peão · h6 preto peão · b5 preto peão · d5 branco peão · e5 preto peão · f5 branco peão · b4 branco peão · c4 preto peão · c3 branco peão · h3 branco peão · a2 branco torre · c2 branco bispo · f2 branco rainha · g2 branco peão · a1 branco torre · g1 branco rei | a8 preto torre · c8 preto torre · e8 preto rainha · g8 preto rei · g7 preto peão · d6 preto bispo · f6 preto peão · h6 preto peão · b5 preto peão · d5 branco peão · e5 preto peão · f5 branco peão · b4 branco peão · c4 preto peão · c3 branco peão · h3 branco peão · a2 branco torre · c2 branco bispo · f2 branco rainha · g2 branco peão · a1 branco torre · g1 branco rei | a8 preto torre · c8 preto torre · e8 preto rainha · g8 preto rei · g7 preto peão · d6 preto bispo · f6 preto peão · h6 preto peão · b5 preto peão · d5 branco peão · e5 preto peão · f5 branco peão · b4 branco peão · c4 preto peão · c3 branco peão · h3 branco peão · a2 branco torre · c2 branco bispo · f2 branco rainha · g2 branco peão · a1 branco torre · g1 branco rei | a8 preto torre · c8 preto torre · e8 preto rainha · g8 preto rei · g7 preto peão · d6 preto bispo · f6 preto peão · h6 preto peão · b5 preto peão · d5 branco peão · e5 preto peão · f5 branco peão · b4 branco peão · c4 preto peão · c3 branco peão · h3 branco peão · a2 branco torre · c2 branco bispo · f2 branco rainha · g2 branco peão · a1 branco torre · g1 branco rei | a8 preto torre · c8 preto torre · e8 preto rainha · g8 preto rei · g7 preto peão · d6 preto bispo · f6 preto peão · h6 preto peão · b5 preto peão · d5 branco peão · e5 preto peão · f5 branco peão · b4 branco peão · c4 preto peão · c3 branco peão · h3 branco peão · a2 branco torre · c2 branco bispo · f2 branco rainha · g2 branco peão · a1 branco torre · g1 branco rei | a8 preto torre · c8 preto torre · e8 preto rainha · g8 preto rei · g7 preto peão · d6 preto bispo · f6 preto peão · h6 preto peão · b5 preto peão · d5 branco peão · e5 preto peão · f5 branco peão · b4 branco peão · c4 preto peão · c3 branco peão · h3 branco peão · a2 branco torre · c2 branco bispo · f2 branco rainha · g2 branco peão · a1 branco torre · g1 branco rei | a8 preto torre · c8 preto torre · e8 preto rainha · g8 preto rei · g7 preto peão · d6 preto bispo · f6 preto peão · h6 preto peão · b5 preto peão · d5 branco peão · e5 preto peão · f5 branco peão · b4 branco peão · c4 preto peão · c3 branco peão · h3 branco peão · a2 branco torre · c2 branco bispo · f2 branco rainha · g2 branco peão · a1 branco torre · g1 branco rei | a8 preto torre · c8 preto torre · e8 preto rainha · g8 preto rei · g7 preto peão · d6 preto bispo · f6 preto peão · h6 preto peão · b5 preto peão · d5 branco peão · e5 preto peão · f5 branco peão · b4 branco peão · c4 preto peão · c3 branco peão · h3 branco peão · a2 branco torre · c2 branco bispo · f2 branco rainha · g2 branco peão · a1 branco torre · g1 branco rei | 3 |
| 2 | a8 preto torre · c8 preto torre · e8 preto rainha · g8 preto rei · g7 preto peão · d6 preto bispo · f6 preto peão · h6 preto peão · b5 preto peão · d5 branco peão · e5 preto peão · f5 branco peão · b4 branco peão · c4 preto peão · c3 branco peão · h3 branco peão · a2 branco torre · c2 branco bispo · f2 branco rainha · g2 branco peão · a1 branco torre · g1 branco rei | a8 preto torre · c8 preto torre · e8 preto rainha · g8 preto rei · g7 preto peão · d6 preto bispo · f6 preto peão · h6 preto peão · b5 preto peão · d5 branco peão · e5 preto peão · f5 branco peão · b4 branco peão · c4 preto peão · c3 branco peão · h3 branco peão · a2 branco torre · c2 branco bispo · f2 branco rainha · g2 branco peão · a1 branco torre · g1 branco rei | a8 preto torre · c8 preto torre · e8 preto rainha · g8 preto rei · g7 preto peão · d6 preto bispo · f6 preto peão · h6 preto peão · b5 preto peão · d5 branco peão · e5 preto peão · f5 branco peão · b4 branco peão · c4 preto peão · c3 branco peão · h3 branco peão · a2 branco torre · c2 branco bispo · f2 branco rainha · g2 branco peão · a1 branco torre · g1 branco rei | a8 preto torre · c8 preto torre · e8 preto rainha · g8 preto rei · g7 preto peão · d6 preto bispo · f6 preto peão · h6 preto peão · b5 preto peão · d5 branco peão · e5 preto peão · f5 branco peão · b4 branco peão · c4 preto peão · c3 branco peão · h3 branco peão · a2 branco torre · c2 branco bispo · f2 branco rainha · g2 branco peão · a1 branco torre · g1 branco rei | a8 preto torre · c8 preto torre · e8 preto rainha · g8 preto rei · g7 preto peão · d6 preto bispo · f6 preto peão · h6 preto peão · b5 preto peão · d5 branco peão · e5 preto peão · f5 branco peão · b4 branco peão · c4 preto peão · c3 branco peão · h3 branco peão · a2 branco torre · c2 branco bispo · f2 branco rainha · g2 branco peão · a1 branco torre · g1 branco rei | a8 preto torre · c8 preto torre · e8 preto rainha · g8 preto rei · g7 preto peão · d6 preto bispo · f6 preto peão · h6 preto peão · b5 preto peão · d5 branco peão · e5 preto peão · f5 branco peão · b4 branco peão · c4 preto peão · c3 branco peão · h3 branco peão · a2 branco torre · c2 branco bispo · f2 branco rainha · g2 branco peão · a1 branco torre · g1 branco rei | a8 preto torre · c8 preto torre · e8 preto rainha · g8 preto rei · g7 preto peão · d6 preto bispo · f6 preto peão · h6 preto peão · b5 preto peão · d5 branco peão · e5 preto peão · f5 branco peão · b4 branco peão · c4 preto peão · c3 branco peão · h3 branco peão · a2 branco torre · c2 branco bispo · f2 branco rainha · g2 branco peão · a1 branco torre · g1 branco rei | a8 preto torre · c8 preto torre · e8 preto rainha · g8 preto rei · g7 preto peão · d6 preto bispo · f6 preto peão · h6 preto peão · b5 preto peão · d5 branco peão · e5 preto peão · f5 branco peão · b4 branco peão · c4 preto peão · c3 branco peão · h3 branco peão · a2 branco torre · c2 branco bispo · f2 branco rainha · g2 branco peão · a1 branco torre · g1 branco rei | 2 |
| 1 | a8 preto torre · c8 preto torre · e8 preto rainha · g8 preto rei · g7 preto peão · d6 preto bispo · f6 preto peão · h6 preto peão · b5 preto peão · d5 branco peão · e5 preto peão · f5 branco peão · b4 branco peão · c4 preto peão · c3 branco peão · h3 branco peão · a2 branco torre · c2 branco bispo · f2 branco rainha · g2 branco peão · a1 branco torre · g1 branco rei | a8 preto torre · c8 preto torre · e8 preto rainha · g8 preto rei · g7 preto peão · d6 preto bispo · f6 preto peão · h6 preto peão · b5 preto peão · d5 branco peão · e5 preto peão · f5 branco peão · b4 branco peão · c4 preto peão · c3 branco peão · h3 branco peão · a2 branco torre · c2 branco bispo · f2 branco rainha · g2 branco peão · a1 branco torre · g1 branco rei | a8 preto torre · c8 preto torre · e8 preto rainha · g8 preto rei · g7 preto peão · d6 preto bispo · f6 preto peão · h6 preto peão · b5 preto peão · d5 branco peão · e5 preto peão · f5 branco peão · b4 branco peão · c4 preto peão · c3 branco peão · h3 branco peão · a2 branco torre · c2 branco bispo · f2 branco rainha · g2 branco peão · a1 branco torre · g1 branco rei | a8 preto torre · c8 preto torre · e8 preto rainha · g8 preto rei · g7 preto peão · d6 preto bispo · f6 preto peão · h6 preto peão · b5 preto peão · d5 branco peão · e5 preto peão · f5 branco peão · b4 branco peão · c4 preto peão · c3 branco peão · h3 branco peão · a2 branco torre · c2 branco bispo · f2 branco rainha · g2 branco peão · a1 branco torre · g1 branco rei | a8 preto torre · c8 preto torre · e8 preto rainha · g8 preto rei · g7 preto peão · d6 preto bispo · f6 preto peão · h6 preto peão · b5 preto peão · d5 branco peão · e5 preto peão · f5 branco peão · b4 branco peão · c4 preto peão · c3 branco peão · h3 branco peão · a2 branco torre · c2 branco bispo · f2 branco rainha · g2 branco peão · a1 branco torre · g1 branco rei | a8 preto torre · c8 preto torre · e8 preto rainha · g8 preto rei · g7 preto peão · d6 preto bispo · f6 preto peão · h6 preto peão · b5 preto peão · d5 branco peão · e5 preto peão · f5 branco peão · b4 branco peão · c4 preto peão · c3 branco peão · h3 branco peão · a2 branco torre · c2 branco bispo · f2 branco rainha · g2 branco peão · a1 branco torre · g1 branco rei | a8 preto torre · c8 preto torre · e8 preto rainha · g8 preto rei · g7 preto peão · d6 preto bispo · f6 preto peão · h6 preto peão · b5 preto peão · d5 branco peão · e5 preto peão · f5 branco peão · b4 branco peão · c4 preto peão · c3 branco peão · h3 branco peão · a2 branco torre · c2 branco bispo · f2 branco rainha · g2 branco peão · a1 branco torre · g1 branco rei | a8 preto torre · c8 preto torre · e8 preto rainha · g8 preto rei · g7 preto peão · d6 preto bispo · f6 preto peão · h6 preto peão · b5 preto peão · d5 branco peão · e5 preto peão · f5 branco peão · b4 branco peão · c4 preto peão · c3 branco peão · h3 branco peão · a2 branco torre · c2 branco bispo · f2 branco rainha · g2 branco peão · a1 branco torre · g1 branco rei | 1 |
|   | a | b | c | d | e | f | g | h |   |

Neste jogo, Kasparov acusou a IBM de trapaça. Diante da plateia, Kasparov declarou-se desconfiado da lisura dos cientistas e insinuou que houve intervenção humana na partida anterior. Esta reclamação está relatada no documentário Game Over: Kasparov and the Machine. Kasparov se rendeu, embora análises posteriores indicassem que ele poderia ter conseguido um empate.
A partida começou com a Abertura Ruy López, variação da defesa Smyslov.
Foi disputada em 4 de maio de 1997.
1.e4 e5 2.Cf3 Cc6 3.Ab5 a6 4.Aa4 Cf6 5.0-0 Ae7 6.Te1 b5 7.Ab3 d6 8.c3 0-0 9.h3 h6 10.d4 Te8 11.Cbd2 Af8 12.Cf1 Ad7 13.Cg3 Ca5 14.Ac2 c5 15.b3 Cc6 16.d5 Ce4 17.Ae3 Cg6 18.Dd2 Ch7 19.a4 Ch4 20.Cxh4 Dxh4 21.De2 Dd8 22.b4 Dc7 23.Tec1 c4 24.Ta3 Tec8 25.Tca1 Dd8 26.f4 Cf6 27.fxe5 dxe5 28.Df1 Ce8 29.Df2 Cd6 30.Ab6 De8 31.T3a2 Ae7 32.Ac5 Af8 33.Cf5 Axf5 34.exf5 f6 35.Axd6 Axd6 36.axb5 axb5 37.Ae4 Txa2 38.Dxa2 Dd7 39.Da7 Tc7 40.Db6 Tb7 41.Ta8+ Rf7 42.Da6 Dc7 43.Dc6 Db6+ 44.Rf1 Tb8 45.Ta6 1-0
Kasparov deixou passar uma chance de empate com xeque perpétuo, após um erro infantil de Deep Blue. "Como o computador que fazia lances brilhantes, ponderou, deixaria passar uma possibilidade dessas? Teria errado depois de lances magníficos?" Isso pode ter abalado ainda mais o psicológico de Kasparov, que tinha cada vez mais "certeza" de estar havendo uma interferência humana.
Assim que desistiu desta partida, Kasparov saiu atirando: "O que aconteceu ontem me trouxe à lembrança o gol de mão de Maradona contra a Inglaterra na Copa do Mundo de 1986. Maradona disse que o gol fora feito pela mão de Deus". Horas depois, Kasparov deu-se conta: havia entregado um jogo em uma situação que até enxadristas menos capazes conseguiriam conduzir ao empate.
Anos mais tarde, Kasparov admitiu que essa derrota custou-lhe o match inteiro, pois não conseguiu recuperar-se do abalo. Se o adversário fosse um humano, disse Kasparov, eu perceberia que ele havia aprendido algo. Mas sendo uma máquina, como ela havia feito aquilo?

### 3ª partida
| # | Brancas   | Pretas    | Resultado | Comentários |
| - | --------- | --------- | --------- | ----------- |
| 1 | Kasparov  | Deep Blue | 1–0       |             |
| 2 | Deep Blue | Kasparov  | 1–0       |             |

A terceira partida foi interessante porque Kasparov escolheu uma abertura não usual, a Abertura Mieses, para remover Deep Blue da teoria e impedir que ele use seu extenso banco de dados de aberturas. Apesar desta Táticas “Anticomputador”, o jogo terminou em um empate.
Foi disputada em 6 de maio de 1997.
1.d3 e5 2.Cf3 Cc6 3.c4 Cf6 4.a3 d6 5.Cc3 Ae7 6.g3 0-0 7.Ag2 Ae6 8.0-0 Dd7 9.Cg5 Af5 10.e4 Ag4 11.f3 Ah5 12.Ch3 Cd4 13.Cf2 h6 14.Ae3 c5 15.b4 b6 16.Tb1 Rh8 17.Tb2 a6 18.bxc5 bxc5 19.Ah3 Dc7 20.Ag4 Ag6 21.f4 exf4 22.gxf4 Da5. 23.Ad2 Dxa3 24.Ta2 Db3 25.f5 Dxd1 26.Axd1 Ah7 27.Ch3 Tfb8 28.Cf4 Ad8 29.Cfd5 Cc6 30.Af4 Ce5 31.Aa4 Cxd5 32.Cxd5 a5 33.Ab5 Ta7 34.Rg2 g5 35.Axe5+ dxe5 36.f6 Ag6 37.h4 gxh4 38.Rh3 Rg8 39.Rxh4 Rh7 40.Rg4 Ac7 41.Cxc7 Txc7 42.Txa5 Td8 43.Tf3 Rh8 44.Rh4 Rg8 45.Ta3 Rh8 46.Ta6 Rh7 47.Ta3 Rh8 48.Ta6 ½-½

### 4ª partida
| # | Brancas   | Pretas    | Resultado | Comentários |
| - | --------- | --------- | --------- | ----------- |
| 1 | Kasparov  | Deep Blue | 1–0       |             |
| 2 | Deep Blue | Kasparov  | 1–0       |             |
| 3 | Kasparov  | Deep Blue | ½–½       | Empate      |

Nesta partida foi-se utilizada a Defesa Caro-Kann. Kasparov entrou em problemas de tempo no final do jogo. Os movimentos sub-ótimos que ele jogou com pressa podem ter lhe custado a vitória.
Ela foi disputada em 7 de maio de 1997.
1.e4 c6 2.d4 d6. 3.Cf3 Cf6 4.Cc3 Ag4 5.h3 Ah5 6.Ad3 e6 7.De2 d5 8.Ag5 Ae7 9.e5 Cfd7 10.Axe7 Dxe7 11.g4 Ag6 12.Axg6 hxg6 13.h4 Ca6 14.0-0-0 0-0-0 15.Tdg1 Cc7 16.Rb1 f6 17.exf6 Dxf6 18.Tg3 Tde8 19.Te1 Thf8 20.Cd1 e5 21.dxe5 Df4 22.a3 Ce6 23.Cc3 Cdc5 24.b4 Cd7 25.Dd3 Df7 26.b5 Cdc5 27.De3 Df4 28.bxc6 bxc6 29.Td1 Rc7 30.Ra1 Dxe3 31.fxe3 Tf7 32.Th3 Tef8 33.Cd4 Tf2 34.Tb1 Tg2 35.Cce2 Txg4 36.Cxe6+ Cxe6 37.Cd4 Cxd4 38.exd4 Txd4 39.Tg1 Tc4 40.Txg6 Txc2 41.Txg7+ Rb6 42.Tb3+ Rc5 43.Txa7 Tf1+ 44.Tb1 Tff2 45.Tb4 Tc1+ 46.Tb1 Tcc2 47.Tb4 Tc1+ 48.Tb1 Txb1+ 49.Rxb1 Te2 50.Te7 Th2 51.Th7 Rc4 52.Tc7 c5 53.e6 Txh4 54.e7 Te4 55.a4 Rb3 56.Rc1 ½-½

### 5ª partida
| # | Brancas   | Pretas    | Resultado | Comentários |
| - | --------- | --------- | --------- | ----------- |
| 1 | Kasparov  | Deep Blue | 1–0       |             |
| 2 | Deep Blue | Kasparov  | 1–0       |             |
| 3 | Kasparov  | Deep Blue | ½–½       | Empate      |
| 4 | Deep Blue | Kasparov  | ½–½       | Empate      |

|   | a | b | c | d | e | f | g | h |   |
| 8 | a7 preto peão · b7 preto peão · g7 branco peão · b4 preto rei · c4 preto peão · f4 branco cavalo · b3 preto cavalo · e3 branco torre · g3 branco peão · d2 preto torre · b1 branco rei | a7 preto peão · b7 preto peão · g7 branco peão · b4 preto rei · c4 preto peão · f4 branco cavalo · b3 preto cavalo · e3 branco torre · g3 branco peão · d2 preto torre · b1 branco rei | a7 preto peão · b7 preto peão · g7 branco peão · b4 preto rei · c4 preto peão · f4 branco cavalo · b3 preto cavalo · e3 branco torre · g3 branco peão · d2 preto torre · b1 branco rei | a7 preto peão · b7 preto peão · g7 branco peão · b4 preto rei · c4 preto peão · f4 branco cavalo · b3 preto cavalo · e3 branco torre · g3 branco peão · d2 preto torre · b1 branco rei | a7 preto peão · b7 preto peão · g7 branco peão · b4 preto rei · c4 preto peão · f4 branco cavalo · b3 preto cavalo · e3 branco torre · g3 branco peão · d2 preto torre · b1 branco rei | a7 preto peão · b7 preto peão · g7 branco peão · b4 preto rei · c4 preto peão · f4 branco cavalo · b3 preto cavalo · e3 branco torre · g3 branco peão · d2 preto torre · b1 branco rei | a7 preto peão · b7 preto peão · g7 branco peão · b4 preto rei · c4 preto peão · f4 branco cavalo · b3 preto cavalo · e3 branco torre · g3 branco peão · d2 preto torre · b1 branco rei | a7 preto peão · b7 preto peão · g7 branco peão · b4 preto rei · c4 preto peão · f4 branco cavalo · b3 preto cavalo · e3 branco torre · g3 branco peão · d2 preto torre · b1 branco rei | 8 |
| 7 | a7 preto peão · b7 preto peão · g7 branco peão · b4 preto rei · c4 preto peão · f4 branco cavalo · b3 preto cavalo · e3 branco torre · g3 branco peão · d2 preto torre · b1 branco rei | a7 preto peão · b7 preto peão · g7 branco peão · b4 preto rei · c4 preto peão · f4 branco cavalo · b3 preto cavalo · e3 branco torre · g3 branco peão · d2 preto torre · b1 branco rei | a7 preto peão · b7 preto peão · g7 branco peão · b4 preto rei · c4 preto peão · f4 branco cavalo · b3 preto cavalo · e3 branco torre · g3 branco peão · d2 preto torre · b1 branco rei | a7 preto peão · b7 preto peão · g7 branco peão · b4 preto rei · c4 preto peão · f4 branco cavalo · b3 preto cavalo · e3 branco torre · g3 branco peão · d2 preto torre · b1 branco rei | a7 preto peão · b7 preto peão · g7 branco peão · b4 preto rei · c4 preto peão · f4 branco cavalo · b3 preto cavalo · e3 branco torre · g3 branco peão · d2 preto torre · b1 branco rei | a7 preto peão · b7 preto peão · g7 branco peão · b4 preto rei · c4 preto peão · f4 branco cavalo · b3 preto cavalo · e3 branco torre · g3 branco peão · d2 preto torre · b1 branco rei | a7 preto peão · b7 preto peão · g7 branco peão · b4 preto rei · c4 preto peão · f4 branco cavalo · b3 preto cavalo · e3 branco torre · g3 branco peão · d2 preto torre · b1 branco rei | a7 preto peão · b7 preto peão · g7 branco peão · b4 preto rei · c4 preto peão · f4 branco cavalo · b3 preto cavalo · e3 branco torre · g3 branco peão · d2 preto torre · b1 branco rei | 7 |
| 6 | a7 preto peão · b7 preto peão · g7 branco peão · b4 preto rei · c4 preto peão · f4 branco cavalo · b3 preto cavalo · e3 branco torre · g3 branco peão · d2 preto torre · b1 branco rei | a7 preto peão · b7 preto peão · g7 branco peão · b4 preto rei · c4 preto peão · f4 branco cavalo · b3 preto cavalo · e3 branco torre · g3 branco peão · d2 preto torre · b1 branco rei | a7 preto peão · b7 preto peão · g7 branco peão · b4 preto rei · c4 preto peão · f4 branco cavalo · b3 preto cavalo · e3 branco torre · g3 branco peão · d2 preto torre · b1 branco rei | a7 preto peão · b7 preto peão · g7 branco peão · b4 preto rei · c4 preto peão · f4 branco cavalo · b3 preto cavalo · e3 branco torre · g3 branco peão · d2 preto torre · b1 branco rei | a7 preto peão · b7 preto peão · g7 branco peão · b4 preto rei · c4 preto peão · f4 branco cavalo · b3 preto cavalo · e3 branco torre · g3 branco peão · d2 preto torre · b1 branco rei | a7 preto peão · b7 preto peão · g7 branco peão · b4 preto rei · c4 preto peão · f4 branco cavalo · b3 preto cavalo · e3 branco torre · g3 branco peão · d2 preto torre · b1 branco rei | a7 preto peão · b7 preto peão · g7 branco peão · b4 preto rei · c4 preto peão · f4 branco cavalo · b3 preto cavalo · e3 branco torre · g3 branco peão · d2 preto torre · b1 branco rei | a7 preto peão · b7 preto peão · g7 branco peão · b4 preto rei · c4 preto peão · f4 branco cavalo · b3 preto cavalo · e3 branco torre · g3 branco peão · d2 preto torre · b1 branco rei | 6 |
| 5 | a7 preto peão · b7 preto peão · g7 branco peão · b4 preto rei · c4 preto peão · f4 branco cavalo · b3 preto cavalo · e3 branco torre · g3 branco peão · d2 preto torre · b1 branco rei | a7 preto peão · b7 preto peão · g7 branco peão · b4 preto rei · c4 preto peão · f4 branco cavalo · b3 preto cavalo · e3 branco torre · g3 branco peão · d2 preto torre · b1 branco rei | a7 preto peão · b7 preto peão · g7 branco peão · b4 preto rei · c4 preto peão · f4 branco cavalo · b3 preto cavalo · e3 branco torre · g3 branco peão · d2 preto torre · b1 branco rei | a7 preto peão · b7 preto peão · g7 branco peão · b4 preto rei · c4 preto peão · f4 branco cavalo · b3 preto cavalo · e3 branco torre · g3 branco peão · d2 preto torre · b1 branco rei | a7 preto peão · b7 preto peão · g7 branco peão · b4 preto rei · c4 preto peão · f4 branco cavalo · b3 preto cavalo · e3 branco torre · g3 branco peão · d2 preto torre · b1 branco rei | a7 preto peão · b7 preto peão · g7 branco peão · b4 preto rei · c4 preto peão · f4 branco cavalo · b3 preto cavalo · e3 branco torre · g3 branco peão · d2 preto torre · b1 branco rei | a7 preto peão · b7 preto peão · g7 branco peão · b4 preto rei · c4 preto peão · f4 branco cavalo · b3 preto cavalo · e3 branco torre · g3 branco peão · d2 preto torre · b1 branco rei | a7 preto peão · b7 preto peão · g7 branco peão · b4 preto rei · c4 preto peão · f4 branco cavalo · b3 preto cavalo · e3 branco torre · g3 branco peão · d2 preto torre · b1 branco rei | 5 |
| 4 | a7 preto peão · b7 preto peão · g7 branco peão · b4 preto rei · c4 preto peão · f4 branco cavalo · b3 preto cavalo · e3 branco torre · g3 branco peão · d2 preto torre · b1 branco rei | a7 preto peão · b7 preto peão · g7 branco peão · b4 preto rei · c4 preto peão · f4 branco cavalo · b3 preto cavalo · e3 branco torre · g3 branco peão · d2 preto torre · b1 branco rei | a7 preto peão · b7 preto peão · g7 branco peão · b4 preto rei · c4 preto peão · f4 branco cavalo · b3 preto cavalo · e3 branco torre · g3 branco peão · d2 preto torre · b1 branco rei | a7 preto peão · b7 preto peão · g7 branco peão · b4 preto rei · c4 preto peão · f4 branco cavalo · b3 preto cavalo · e3 branco torre · g3 branco peão · d2 preto torre · b1 branco rei | a7 preto peão · b7 preto peão · g7 branco peão · b4 preto rei · c4 preto peão · f4 branco cavalo · b3 preto cavalo · e3 branco torre · g3 branco peão · d2 preto torre · b1 branco rei | a7 preto peão · b7 preto peão · g7 branco peão · b4 preto rei · c4 preto peão · f4 branco cavalo · b3 preto cavalo · e3 branco torre · g3 branco peão · d2 preto torre · b1 branco rei | a7 preto peão · b7 preto peão · g7 branco peão · b4 preto rei · c4 preto peão · f4 branco cavalo · b3 preto cavalo · e3 branco torre · g3 branco peão · d2 preto torre · b1 branco rei | a7 preto peão · b7 preto peão · g7 branco peão · b4 preto rei · c4 preto peão · f4 branco cavalo · b3 preto cavalo · e3 branco torre · g3 branco peão · d2 preto torre · b1 branco rei | 4 |
| 3 | a7 preto peão · b7 preto peão · g7 branco peão · b4 preto rei · c4 preto peão · f4 branco cavalo · b3 preto cavalo · e3 branco torre · g3 branco peão · d2 preto torre · b1 branco rei | a7 preto peão · b7 preto peão · g7 branco peão · b4 preto rei · c4 preto peão · f4 branco cavalo · b3 preto cavalo · e3 branco torre · g3 branco peão · d2 preto torre · b1 branco rei | a7 preto peão · b7 preto peão · g7 branco peão · b4 preto rei · c4 preto peão · f4 branco cavalo · b3 preto cavalo · e3 branco torre · g3 branco peão · d2 preto torre · b1 branco rei | a7 preto peão · b7 preto peão · g7 branco peão · b4 preto rei · c4 preto peão · f4 branco cavalo · b3 preto cavalo · e3 branco torre · g3 branco peão · d2 preto torre · b1 branco rei | a7 preto peão · b7 preto peão · g7 branco peão · b4 preto rei · c4 preto peão · f4 branco cavalo · b3 preto cavalo · e3 branco torre · g3 branco peão · d2 preto torre · b1 branco rei | a7 preto peão · b7 preto peão · g7 branco peão · b4 preto rei · c4 preto peão · f4 branco cavalo · b3 preto cavalo · e3 branco torre · g3 branco peão · d2 preto torre · b1 branco rei | a7 preto peão · b7 preto peão · g7 branco peão · b4 preto rei · c4 preto peão · f4 branco cavalo · b3 preto cavalo · e3 branco torre · g3 branco peão · d2 preto torre · b1 branco rei | a7 preto peão · b7 preto peão · g7 branco peão · b4 preto rei · c4 preto peão · f4 branco cavalo · b3 preto cavalo · e3 branco torre · g3 branco peão · d2 preto torre · b1 branco rei | 3 |
| 2 | a7 preto peão · b7 preto peão · g7 branco peão · b4 preto rei · c4 preto peão · f4 branco cavalo · b3 preto cavalo · e3 branco torre · g3 branco peão · d2 preto torre · b1 branco rei | a7 preto peão · b7 preto peão · g7 branco peão · b4 preto rei · c4 preto peão · f4 branco cavalo · b3 preto cavalo · e3 branco torre · g3 branco peão · d2 preto torre · b1 branco rei | a7 preto peão · b7 preto peão · g7 branco peão · b4 preto rei · c4 preto peão · f4 branco cavalo · b3 preto cavalo · e3 branco torre · g3 branco peão · d2 preto torre · b1 branco rei | a7 preto peão · b7 preto peão · g7 branco peão · b4 preto rei · c4 preto peão · f4 branco cavalo · b3 preto cavalo · e3 branco torre · g3 branco peão · d2 preto torre · b1 branco rei | a7 preto peão · b7 preto peão · g7 branco peão · b4 preto rei · c4 preto peão · f4 branco cavalo · b3 preto cavalo · e3 branco torre · g3 branco peão · d2 preto torre · b1 branco rei | a7 preto peão · b7 preto peão · g7 branco peão · b4 preto rei · c4 preto peão · f4 branco cavalo · b3 preto cavalo · e3 branco torre · g3 branco peão · d2 preto torre · b1 branco rei | a7 preto peão · b7 preto peão · g7 branco peão · b4 preto rei · c4 preto peão · f4 branco cavalo · b3 preto cavalo · e3 branco torre · g3 branco peão · d2 preto torre · b1 branco rei | a7 preto peão · b7 preto peão · g7 branco peão · b4 preto rei · c4 preto peão · f4 branco cavalo · b3 preto cavalo · e3 branco torre · g3 branco peão · d2 preto torre · b1 branco rei | 2 |
| 1 | a7 preto peão · b7 preto peão · g7 branco peão · b4 preto rei · c4 preto peão · f4 branco cavalo · b3 preto cavalo · e3 branco torre · g3 branco peão · d2 preto torre · b1 branco rei | a7 preto peão · b7 preto peão · g7 branco peão · b4 preto rei · c4 preto peão · f4 branco cavalo · b3 preto cavalo · e3 branco torre · g3 branco peão · d2 preto torre · b1 branco rei | a7 preto peão · b7 preto peão · g7 branco peão · b4 preto rei · c4 preto peão · f4 branco cavalo · b3 preto cavalo · e3 branco torre · g3 branco peão · d2 preto torre · b1 branco rei | a7 preto peão · b7 preto peão · g7 branco peão · b4 preto rei · c4 preto peão · f4 branco cavalo · b3 preto cavalo · e3 branco torre · g3 branco peão · d2 preto torre · b1 branco rei | a7 preto peão · b7 preto peão · g7 branco peão · b4 preto rei · c4 preto peão · f4 branco cavalo · b3 preto cavalo · e3 branco torre · g3 branco peão · d2 preto torre · b1 branco rei | a7 preto peão · b7 preto peão · g7 branco peão · b4 preto rei · c4 preto peão · f4 branco cavalo · b3 preto cavalo · e3 branco torre · g3 branco peão · d2 preto torre · b1 branco rei | a7 preto peão · b7 preto peão · g7 branco peão · b4 preto rei · c4 preto peão · f4 branco cavalo · b3 preto cavalo · e3 branco torre · g3 branco peão · d2 preto torre · b1 branco rei | a7 preto peão · b7 preto peão · g7 branco peão · b4 preto rei · c4 preto peão · f4 branco cavalo · b3 preto cavalo · e3 branco torre · g3 branco peão · d2 preto torre · b1 branco rei | 1 |
|   | a | b | c | d | e | f | g | h |   |

Assim como na primeira partida, o Ataque índio do rei foi utilizado. Deep Blue fez um brilhante final de partida que lhe assegurou um empate, já que Kasparov não encontrou uma continuação vencedora.
Foi disputado em 10 de maio de 1997.
1.Cf3 d5 2.g3 Ag4 3.Ag2 Cd7 4.h3 Axf3 5.Axf3 c6 6.d3 e6 7.e4 Ce5 8.Ag2 dxe4 9.Axe4 Cf6 10.Ag2 Ab4+ 11.Cd2 h5 12.De2 Dc7 13.c3 Ae7 14.d4 Cg6 15.h4 e5 16.Cf3 exd4 17.Cxd4 O-O-O 18.Ag5 Cg4 19.O-O-O The8 20.Dc2 Rb8 21.Rb1 Axg5 22.hxg5 C6e5 23.The1 c5 24.Cf3 Txd1+ 25.Txd1 Cc4 26.Da4 Td8 27.Te1 Cb6 28.Dc2 Dd6 29.c4 Dg6 30.Dxg6 fxg6 31.b3 Cxf2 32.Te6 Rc7 33.Txg6 Td7 34.Ch4 Cc8 35.Ad5 Cd6 36.Te6 Cb5 37.cxb5 Txd5 38.Tg6 Td7 39.Cf5 Ce4 40.Cxg7 Td1+ 41.Rc2 Td2+ 42.Rc1 Txa2 43.Cxh5 Cd2 44.Cf4 Cxb3+ 45.Rb1 Td2 46.Te6 c4 47.Te3 Rb6 48.g6 Rxb5 49.g7 Rb4 ½-½
Se as brancas jogassem 50.g8 = Q, então as pretas poderiam forçar um empate por três repetições, começando com 50 ... Rd1 + e depois 51 ... Rd2 +

### 6ª partida
| # | Brancas   | Pretas    | Resultado | Comentários |
| - | --------- | --------- | --------- | ----------- |
| 1 | Kasparov  | Deep Blue | 1–0       |             |
| 2 | Deep Blue | Kasparov  | 1–0       |             |
| 3 | Kasparov  | Deep Blue | ½–½       | Empate      |
| 4 | Deep Blue | Kasparov  | ½–½       | Empate      |
| 5 | Kasparov  | Deep Blue | ½–½       | Empate      |

|   | a | b | c | d | e | f | g | h |   |
| 8 | a8 preto torre · c8 preto bispo · d8 preto rainha · e8 preto rei · f8 preto bispo · h8 preto torre · a7 preto peão · b7 preto peão · d7 preto cavalo · f7 preto peão · g7 preto peão · c6 preto peão · e6 preto peão · f6 preto cavalo · h6 preto peão · g5 branco cavalo · d4 branco peão · d3 branco bispo · f3 branco cavalo · a2 branco peão · b2 branco peão · c2 branco peão · f2 branco peão · g2 branco peão · h2 branco peão · a1 branco torre · c1 branco bispo · d1 branco rainha · e1 branco rei · h1 branco torre | a8 preto torre · c8 preto bispo · d8 preto rainha · e8 preto rei · f8 preto bispo · h8 preto torre · a7 preto peão · b7 preto peão · d7 preto cavalo · f7 preto peão · g7 preto peão · c6 preto peão · e6 preto peão · f6 preto cavalo · h6 preto peão · g5 branco cavalo · d4 branco peão · d3 branco bispo · f3 branco cavalo · a2 branco peão · b2 branco peão · c2 branco peão · f2 branco peão · g2 branco peão · h2 branco peão · a1 branco torre · c1 branco bispo · d1 branco rainha · e1 branco rei · h1 branco torre | a8 preto torre · c8 preto bispo · d8 preto rainha · e8 preto rei · f8 preto bispo · h8 preto torre · a7 preto peão · b7 preto peão · d7 preto cavalo · f7 preto peão · g7 preto peão · c6 preto peão · e6 preto peão · f6 preto cavalo · h6 preto peão · g5 branco cavalo · d4 branco peão · d3 branco bispo · f3 branco cavalo · a2 branco peão · b2 branco peão · c2 branco peão · f2 branco peão · g2 branco peão · h2 branco peão · a1 branco torre · c1 branco bispo · d1 branco rainha · e1 branco rei · h1 branco torre | a8 preto torre · c8 preto bispo · d8 preto rainha · e8 preto rei · f8 preto bispo · h8 preto torre · a7 preto peão · b7 preto peão · d7 preto cavalo · f7 preto peão · g7 preto peão · c6 preto peão · e6 preto peão · f6 preto cavalo · h6 preto peão · g5 branco cavalo · d4 branco peão · d3 branco bispo · f3 branco cavalo · a2 branco peão · b2 branco peão · c2 branco peão · f2 branco peão · g2 branco peão · h2 branco peão · a1 branco torre · c1 branco bispo · d1 branco rainha · e1 branco rei · h1 branco torre | a8 preto torre · c8 preto bispo · d8 preto rainha · e8 preto rei · f8 preto bispo · h8 preto torre · a7 preto peão · b7 preto peão · d7 preto cavalo · f7 preto peão · g7 preto peão · c6 preto peão · e6 preto peão · f6 preto cavalo · h6 preto peão · g5 branco cavalo · d4 branco peão · d3 branco bispo · f3 branco cavalo · a2 branco peão · b2 branco peão · c2 branco peão · f2 branco peão · g2 branco peão · h2 branco peão · a1 branco torre · c1 branco bispo · d1 branco rainha · e1 branco rei · h1 branco torre | a8 preto torre · c8 preto bispo · d8 preto rainha · e8 preto rei · f8 preto bispo · h8 preto torre · a7 preto peão · b7 preto peão · d7 preto cavalo · f7 preto peão · g7 preto peão · c6 preto peão · e6 preto peão · f6 preto cavalo · h6 preto peão · g5 branco cavalo · d4 branco peão · d3 branco bispo · f3 branco cavalo · a2 branco peão · b2 branco peão · c2 branco peão · f2 branco peão · g2 branco peão · h2 branco peão · a1 branco torre · c1 branco bispo · d1 branco rainha · e1 branco rei · h1 branco torre | a8 preto torre · c8 preto bispo · d8 preto rainha · e8 preto rei · f8 preto bispo · h8 preto torre · a7 preto peão · b7 preto peão · d7 preto cavalo · f7 preto peão · g7 preto peão · c6 preto peão · e6 preto peão · f6 preto cavalo · h6 preto peão · g5 branco cavalo · d4 branco peão · d3 branco bispo · f3 branco cavalo · a2 branco peão · b2 branco peão · c2 branco peão · f2 branco peão · g2 branco peão · h2 branco peão · a1 branco torre · c1 branco bispo · d1 branco rainha · e1 branco rei · h1 branco torre | a8 preto torre · c8 preto bispo · d8 preto rainha · e8 preto rei · f8 preto bispo · h8 preto torre · a7 preto peão · b7 preto peão · d7 preto cavalo · f7 preto peão · g7 preto peão · c6 preto peão · e6 preto peão · f6 preto cavalo · h6 preto peão · g5 branco cavalo · d4 branco peão · d3 branco bispo · f3 branco cavalo · a2 branco peão · b2 branco peão · c2 branco peão · f2 branco peão · g2 branco peão · h2 branco peão · a1 branco torre · c1 branco bispo · d1 branco rainha · e1 branco rei · h1 branco torre | 8 |
| 7 | a8 preto torre · c8 preto bispo · d8 preto rainha · e8 preto rei · f8 preto bispo · h8 preto torre · a7 preto peão · b7 preto peão · d7 preto cavalo · f7 preto peão · g7 preto peão · c6 preto peão · e6 preto peão · f6 preto cavalo · h6 preto peão · g5 branco cavalo · d4 branco peão · d3 branco bispo · f3 branco cavalo · a2 branco peão · b2 branco peão · c2 branco peão · f2 branco peão · g2 branco peão · h2 branco peão · a1 branco torre · c1 branco bispo · d1 branco rainha · e1 branco rei · h1 branco torre | a8 preto torre · c8 preto bispo · d8 preto rainha · e8 preto rei · f8 preto bispo · h8 preto torre · a7 preto peão · b7 preto peão · d7 preto cavalo · f7 preto peão · g7 preto peão · c6 preto peão · e6 preto peão · f6 preto cavalo · h6 preto peão · g5 branco cavalo · d4 branco peão · d3 branco bispo · f3 branco cavalo · a2 branco peão · b2 branco peão · c2 branco peão · f2 branco peão · g2 branco peão · h2 branco peão · a1 branco torre · c1 branco bispo · d1 branco rainha · e1 branco rei · h1 branco torre | a8 preto torre · c8 preto bispo · d8 preto rainha · e8 preto rei · f8 preto bispo · h8 preto torre · a7 preto peão · b7 preto peão · d7 preto cavalo · f7 preto peão · g7 preto peão · c6 preto peão · e6 preto peão · f6 preto cavalo · h6 preto peão · g5 branco cavalo · d4 branco peão · d3 branco bispo · f3 branco cavalo · a2 branco peão · b2 branco peão · c2 branco peão · f2 branco peão · g2 branco peão · h2 branco peão · a1 branco torre · c1 branco bispo · d1 branco rainha · e1 branco rei · h1 branco torre | a8 preto torre · c8 preto bispo · d8 preto rainha · e8 preto rei · f8 preto bispo · h8 preto torre · a7 preto peão · b7 preto peão · d7 preto cavalo · f7 preto peão · g7 preto peão · c6 preto peão · e6 preto peão · f6 preto cavalo · h6 preto peão · g5 branco cavalo · d4 branco peão · d3 branco bispo · f3 branco cavalo · a2 branco peão · b2 branco peão · c2 branco peão · f2 branco peão · g2 branco peão · h2 branco peão · a1 branco torre · c1 branco bispo · d1 branco rainha · e1 branco rei · h1 branco torre | a8 preto torre · c8 preto bispo · d8 preto rainha · e8 preto rei · f8 preto bispo · h8 preto torre · a7 preto peão · b7 preto peão · d7 preto cavalo · f7 preto peão · g7 preto peão · c6 preto peão · e6 preto peão · f6 preto cavalo · h6 preto peão · g5 branco cavalo · d4 branco peão · d3 branco bispo · f3 branco cavalo · a2 branco peão · b2 branco peão · c2 branco peão · f2 branco peão · g2 branco peão · h2 branco peão · a1 branco torre · c1 branco bispo · d1 branco rainha · e1 branco rei · h1 branco torre | a8 preto torre · c8 preto bispo · d8 preto rainha · e8 preto rei · f8 preto bispo · h8 preto torre · a7 preto peão · b7 preto peão · d7 preto cavalo · f7 preto peão · g7 preto peão · c6 preto peão · e6 preto peão · f6 preto cavalo · h6 preto peão · g5 branco cavalo · d4 branco peão · d3 branco bispo · f3 branco cavalo · a2 branco peão · b2 branco peão · c2 branco peão · f2 branco peão · g2 branco peão · h2 branco peão · a1 branco torre · c1 branco bispo · d1 branco rainha · e1 branco rei · h1 branco torre | a8 preto torre · c8 preto bispo · d8 preto rainha · e8 preto rei · f8 preto bispo · h8 preto torre · a7 preto peão · b7 preto peão · d7 preto cavalo · f7 preto peão · g7 preto peão · c6 preto peão · e6 preto peão · f6 preto cavalo · h6 preto peão · g5 branco cavalo · d4 branco peão · d3 branco bispo · f3 branco cavalo · a2 branco peão · b2 branco peão · c2 branco peão · f2 branco peão · g2 branco peão · h2 branco peão · a1 branco torre · c1 branco bispo · d1 branco rainha · e1 branco rei · h1 branco torre | a8 preto torre · c8 preto bispo · d8 preto rainha · e8 preto rei · f8 preto bispo · h8 preto torre · a7 preto peão · b7 preto peão · d7 preto cavalo · f7 preto peão · g7 preto peão · c6 preto peão · e6 preto peão · f6 preto cavalo · h6 preto peão · g5 branco cavalo · d4 branco peão · d3 branco bispo · f3 branco cavalo · a2 branco peão · b2 branco peão · c2 branco peão · f2 branco peão · g2 branco peão · h2 branco peão · a1 branco torre · c1 branco bispo · d1 branco rainha · e1 branco rei · h1 branco torre | 7 |
| 6 | a8 preto torre · c8 preto bispo · d8 preto rainha · e8 preto rei · f8 preto bispo · h8 preto torre · a7 preto peão · b7 preto peão · d7 preto cavalo · f7 preto peão · g7 preto peão · c6 preto peão · e6 preto peão · f6 preto cavalo · h6 preto peão · g5 branco cavalo · d4 branco peão · d3 branco bispo · f3 branco cavalo · a2 branco peão · b2 branco peão · c2 branco peão · f2 branco peão · g2 branco peão · h2 branco peão · a1 branco torre · c1 branco bispo · d1 branco rainha · e1 branco rei · h1 branco torre | a8 preto torre · c8 preto bispo · d8 preto rainha · e8 preto rei · f8 preto bispo · h8 preto torre · a7 preto peão · b7 preto peão · d7 preto cavalo · f7 preto peão · g7 preto peão · c6 preto peão · e6 preto peão · f6 preto cavalo · h6 preto peão · g5 branco cavalo · d4 branco peão · d3 branco bispo · f3 branco cavalo · a2 branco peão · b2 branco peão · c2 branco peão · f2 branco peão · g2 branco peão · h2 branco peão · a1 branco torre · c1 branco bispo · d1 branco rainha · e1 branco rei · h1 branco torre | a8 preto torre · c8 preto bispo · d8 preto rainha · e8 preto rei · f8 preto bispo · h8 preto torre · a7 preto peão · b7 preto peão · d7 preto cavalo · f7 preto peão · g7 preto peão · c6 preto peão · e6 preto peão · f6 preto cavalo · h6 preto peão · g5 branco cavalo · d4 branco peão · d3 branco bispo · f3 branco cavalo · a2 branco peão · b2 branco peão · c2 branco peão · f2 branco peão · g2 branco peão · h2 branco peão · a1 branco torre · c1 branco bispo · d1 branco rainha · e1 branco rei · h1 branco torre | a8 preto torre · c8 preto bispo · d8 preto rainha · e8 preto rei · f8 preto bispo · h8 preto torre · a7 preto peão · b7 preto peão · d7 preto cavalo · f7 preto peão · g7 preto peão · c6 preto peão · e6 preto peão · f6 preto cavalo · h6 preto peão · g5 branco cavalo · d4 branco peão · d3 branco bispo · f3 branco cavalo · a2 branco peão · b2 branco peão · c2 branco peão · f2 branco peão · g2 branco peão · h2 branco peão · a1 branco torre · c1 branco bispo · d1 branco rainha · e1 branco rei · h1 branco torre | a8 preto torre · c8 preto bispo · d8 preto rainha · e8 preto rei · f8 preto bispo · h8 preto torre · a7 preto peão · b7 preto peão · d7 preto cavalo · f7 preto peão · g7 preto peão · c6 preto peão · e6 preto peão · f6 preto cavalo · h6 preto peão · g5 branco cavalo · d4 branco peão · d3 branco bispo · f3 branco cavalo · a2 branco peão · b2 branco peão · c2 branco peão · f2 branco peão · g2 branco peão · h2 branco peão · a1 branco torre · c1 branco bispo · d1 branco rainha · e1 branco rei · h1 branco torre | a8 preto torre · c8 preto bispo · d8 preto rainha · e8 preto rei · f8 preto bispo · h8 preto torre · a7 preto peão · b7 preto peão · d7 preto cavalo · f7 preto peão · g7 preto peão · c6 preto peão · e6 preto peão · f6 preto cavalo · h6 preto peão · g5 branco cavalo · d4 branco peão · d3 branco bispo · f3 branco cavalo · a2 branco peão · b2 branco peão · c2 branco peão · f2 branco peão · g2 branco peão · h2 branco peão · a1 branco torre · c1 branco bispo · d1 branco rainha · e1 branco rei · h1 branco torre | a8 preto torre · c8 preto bispo · d8 preto rainha · e8 preto rei · f8 preto bispo · h8 preto torre · a7 preto peão · b7 preto peão · d7 preto cavalo · f7 preto peão · g7 preto peão · c6 preto peão · e6 preto peão · f6 preto cavalo · h6 preto peão · g5 branco cavalo · d4 branco peão · d3 branco bispo · f3 branco cavalo · a2 branco peão · b2 branco peão · c2 branco peão · f2 branco peão · g2 branco peão · h2 branco peão · a1 branco torre · c1 branco bispo · d1 branco rainha · e1 branco rei · h1 branco torre | a8 preto torre · c8 preto bispo · d8 preto rainha · e8 preto rei · f8 preto bispo · h8 preto torre · a7 preto peão · b7 preto peão · d7 preto cavalo · f7 preto peão · g7 preto peão · c6 preto peão · e6 preto peão · f6 preto cavalo · h6 preto peão · g5 branco cavalo · d4 branco peão · d3 branco bispo · f3 branco cavalo · a2 branco peão · b2 branco peão · c2 branco peão · f2 branco peão · g2 branco peão · h2 branco peão · a1 branco torre · c1 branco bispo · d1 branco rainha · e1 branco rei · h1 branco torre | 6 |
| 5 | a8 preto torre · c8 preto bispo · d8 preto rainha · e8 preto rei · f8 preto bispo · h8 preto torre · a7 preto peão · b7 preto peão · d7 preto cavalo · f7 preto peão · g7 preto peão · c6 preto peão · e6 preto peão · f6 preto cavalo · h6 preto peão · g5 branco cavalo · d4 branco peão · d3 branco bispo · f3 branco cavalo · a2 branco peão · b2 branco peão · c2 branco peão · f2 branco peão · g2 branco peão · h2 branco peão · a1 branco torre · c1 branco bispo · d1 branco rainha · e1 branco rei · h1 branco torre | a8 preto torre · c8 preto bispo · d8 preto rainha · e8 preto rei · f8 preto bispo · h8 preto torre · a7 preto peão · b7 preto peão · d7 preto cavalo · f7 preto peão · g7 preto peão · c6 preto peão · e6 preto peão · f6 preto cavalo · h6 preto peão · g5 branco cavalo · d4 branco peão · d3 branco bispo · f3 branco cavalo · a2 branco peão · b2 branco peão · c2 branco peão · f2 branco peão · g2 branco peão · h2 branco peão · a1 branco torre · c1 branco bispo · d1 branco rainha · e1 branco rei · h1 branco torre | a8 preto torre · c8 preto bispo · d8 preto rainha · e8 preto rei · f8 preto bispo · h8 preto torre · a7 preto peão · b7 preto peão · d7 preto cavalo · f7 preto peão · g7 preto peão · c6 preto peão · e6 preto peão · f6 preto cavalo · h6 preto peão · g5 branco cavalo · d4 branco peão · d3 branco bispo · f3 branco cavalo · a2 branco peão · b2 branco peão · c2 branco peão · f2 branco peão · g2 branco peão · h2 branco peão · a1 branco torre · c1 branco bispo · d1 branco rainha · e1 branco rei · h1 branco torre | a8 preto torre · c8 preto bispo · d8 preto rainha · e8 preto rei · f8 preto bispo · h8 preto torre · a7 preto peão · b7 preto peão · d7 preto cavalo · f7 preto peão · g7 preto peão · c6 preto peão · e6 preto peão · f6 preto cavalo · h6 preto peão · g5 branco cavalo · d4 branco peão · d3 branco bispo · f3 branco cavalo · a2 branco peão · b2 branco peão · c2 branco peão · f2 branco peão · g2 branco peão · h2 branco peão · a1 branco torre · c1 branco bispo · d1 branco rainha · e1 branco rei · h1 branco torre | a8 preto torre · c8 preto bispo · d8 preto rainha · e8 preto rei · f8 preto bispo · h8 preto torre · a7 preto peão · b7 preto peão · d7 preto cavalo · f7 preto peão · g7 preto peão · c6 preto peão · e6 preto peão · f6 preto cavalo · h6 preto peão · g5 branco cavalo · d4 branco peão · d3 branco bispo · f3 branco cavalo · a2 branco peão · b2 branco peão · c2 branco peão · f2 branco peão · g2 branco peão · h2 branco peão · a1 branco torre · c1 branco bispo · d1 branco rainha · e1 branco rei · h1 branco torre | a8 preto torre · c8 preto bispo · d8 preto rainha · e8 preto rei · f8 preto bispo · h8 preto torre · a7 preto peão · b7 preto peão · d7 preto cavalo · f7 preto peão · g7 preto peão · c6 preto peão · e6 preto peão · f6 preto cavalo · h6 preto peão · g5 branco cavalo · d4 branco peão · d3 branco bispo · f3 branco cavalo · a2 branco peão · b2 branco peão · c2 branco peão · f2 branco peão · g2 branco peão · h2 branco peão · a1 branco torre · c1 branco bispo · d1 branco rainha · e1 branco rei · h1 branco torre | a8 preto torre · c8 preto bispo · d8 preto rainha · e8 preto rei · f8 preto bispo · h8 preto torre · a7 preto peão · b7 preto peão · d7 preto cavalo · f7 preto peão · g7 preto peão · c6 preto peão · e6 preto peão · f6 preto cavalo · h6 preto peão · g5 branco cavalo · d4 branco peão · d3 branco bispo · f3 branco cavalo · a2 branco peão · b2 branco peão · c2 branco peão · f2 branco peão · g2 branco peão · h2 branco peão · a1 branco torre · c1 branco bispo · d1 branco rainha · e1 branco rei · h1 branco torre | a8 preto torre · c8 preto bispo · d8 preto rainha · e8 preto rei · f8 preto bispo · h8 preto torre · a7 preto peão · b7 preto peão · d7 preto cavalo · f7 preto peão · g7 preto peão · c6 preto peão · e6 preto peão · f6 preto cavalo · h6 preto peão · g5 branco cavalo · d4 branco peão · d3 branco bispo · f3 branco cavalo · a2 branco peão · b2 branco peão · c2 branco peão · f2 branco peão · g2 branco peão · h2 branco peão · a1 branco torre · c1 branco bispo · d1 branco rainha · e1 branco rei · h1 branco torre | 5 |
| 4 | a8 preto torre · c8 preto bispo · d8 preto rainha · e8 preto rei · f8 preto bispo · h8 preto torre · a7 preto peão · b7 preto peão · d7 preto cavalo · f7 preto peão · g7 preto peão · c6 preto peão · e6 preto peão · f6 preto cavalo · h6 preto peão · g5 branco cavalo · d4 branco peão · d3 branco bispo · f3 branco cavalo · a2 branco peão · b2 branco peão · c2 branco peão · f2 branco peão · g2 branco peão · h2 branco peão · a1 branco torre · c1 branco bispo · d1 branco rainha · e1 branco rei · h1 branco torre | a8 preto torre · c8 preto bispo · d8 preto rainha · e8 preto rei · f8 preto bispo · h8 preto torre · a7 preto peão · b7 preto peão · d7 preto cavalo · f7 preto peão · g7 preto peão · c6 preto peão · e6 preto peão · f6 preto cavalo · h6 preto peão · g5 branco cavalo · d4 branco peão · d3 branco bispo · f3 branco cavalo · a2 branco peão · b2 branco peão · c2 branco peão · f2 branco peão · g2 branco peão · h2 branco peão · a1 branco torre · c1 branco bispo · d1 branco rainha · e1 branco rei · h1 branco torre | a8 preto torre · c8 preto bispo · d8 preto rainha · e8 preto rei · f8 preto bispo · h8 preto torre · a7 preto peão · b7 preto peão · d7 preto cavalo · f7 preto peão · g7 preto peão · c6 preto peão · e6 preto peão · f6 preto cavalo · h6 preto peão · g5 branco cavalo · d4 branco peão · d3 branco bispo · f3 branco cavalo · a2 branco peão · b2 branco peão · c2 branco peão · f2 branco peão · g2 branco peão · h2 branco peão · a1 branco torre · c1 branco bispo · d1 branco rainha · e1 branco rei · h1 branco torre | a8 preto torre · c8 preto bispo · d8 preto rainha · e8 preto rei · f8 preto bispo · h8 preto torre · a7 preto peão · b7 preto peão · d7 preto cavalo · f7 preto peão · g7 preto peão · c6 preto peão · e6 preto peão · f6 preto cavalo · h6 preto peão · g5 branco cavalo · d4 branco peão · d3 branco bispo · f3 branco cavalo · a2 branco peão · b2 branco peão · c2 branco peão · f2 branco peão · g2 branco peão · h2 branco peão · a1 branco torre · c1 branco bispo · d1 branco rainha · e1 branco rei · h1 branco torre | a8 preto torre · c8 preto bispo · d8 preto rainha · e8 preto rei · f8 preto bispo · h8 preto torre · a7 preto peão · b7 preto peão · d7 preto cavalo · f7 preto peão · g7 preto peão · c6 preto peão · e6 preto peão · f6 preto cavalo · h6 preto peão · g5 branco cavalo · d4 branco peão · d3 branco bispo · f3 branco cavalo · a2 branco peão · b2 branco peão · c2 branco peão · f2 branco peão · g2 branco peão · h2 branco peão · a1 branco torre · c1 branco bispo · d1 branco rainha · e1 branco rei · h1 branco torre | a8 preto torre · c8 preto bispo · d8 preto rainha · e8 preto rei · f8 preto bispo · h8 preto torre · a7 preto peão · b7 preto peão · d7 preto cavalo · f7 preto peão · g7 preto peão · c6 preto peão · e6 preto peão · f6 preto cavalo · h6 preto peão · g5 branco cavalo · d4 branco peão · d3 branco bispo · f3 branco cavalo · a2 branco peão · b2 branco peão · c2 branco peão · f2 branco peão · g2 branco peão · h2 branco peão · a1 branco torre · c1 branco bispo · d1 branco rainha · e1 branco rei · h1 branco torre | a8 preto torre · c8 preto bispo · d8 preto rainha · e8 preto rei · f8 preto bispo · h8 preto torre · a7 preto peão · b7 preto peão · d7 preto cavalo · f7 preto peão · g7 preto peão · c6 preto peão · e6 preto peão · f6 preto cavalo · h6 preto peão · g5 branco cavalo · d4 branco peão · d3 branco bispo · f3 branco cavalo · a2 branco peão · b2 branco peão · c2 branco peão · f2 branco peão · g2 branco peão · h2 branco peão · a1 branco torre · c1 branco bispo · d1 branco rainha · e1 branco rei · h1 branco torre | a8 preto torre · c8 preto bispo · d8 preto rainha · e8 preto rei · f8 preto bispo · h8 preto torre · a7 preto peão · b7 preto peão · d7 preto cavalo · f7 preto peão · g7 preto peão · c6 preto peão · e6 preto peão · f6 preto cavalo · h6 preto peão · g5 branco cavalo · d4 branco peão · d3 branco bispo · f3 branco cavalo · a2 branco peão · b2 branco peão · c2 branco peão · f2 branco peão · g2 branco peão · h2 branco peão · a1 branco torre · c1 branco bispo · d1 branco rainha · e1 branco rei · h1 branco torre | 4 |
| 3 | a8 preto torre · c8 preto bispo · d8 preto rainha · e8 preto rei · f8 preto bispo · h8 preto torre · a7 preto peão · b7 preto peão · d7 preto cavalo · f7 preto peão · g7 preto peão · c6 preto peão · e6 preto peão · f6 preto cavalo · h6 preto peão · g5 branco cavalo · d4 branco peão · d3 branco bispo · f3 branco cavalo · a2 branco peão · b2 branco peão · c2 branco peão · f2 branco peão · g2 branco peão · h2 branco peão · a1 branco torre · c1 branco bispo · d1 branco rainha · e1 branco rei · h1 branco torre | a8 preto torre · c8 preto bispo · d8 preto rainha · e8 preto rei · f8 preto bispo · h8 preto torre · a7 preto peão · b7 preto peão · d7 preto cavalo · f7 preto peão · g7 preto peão · c6 preto peão · e6 preto peão · f6 preto cavalo · h6 preto peão · g5 branco cavalo · d4 branco peão · d3 branco bispo · f3 branco cavalo · a2 branco peão · b2 branco peão · c2 branco peão · f2 branco peão · g2 branco peão · h2 branco peão · a1 branco torre · c1 branco bispo · d1 branco rainha · e1 branco rei · h1 branco torre | a8 preto torre · c8 preto bispo · d8 preto rainha · e8 preto rei · f8 preto bispo · h8 preto torre · a7 preto peão · b7 preto peão · d7 preto cavalo · f7 preto peão · g7 preto peão · c6 preto peão · e6 preto peão · f6 preto cavalo · h6 preto peão · g5 branco cavalo · d4 branco peão · d3 branco bispo · f3 branco cavalo · a2 branco peão · b2 branco peão · c2 branco peão · f2 branco peão · g2 branco peão · h2 branco peão · a1 branco torre · c1 branco bispo · d1 branco rainha · e1 branco rei · h1 branco torre | a8 preto torre · c8 preto bispo · d8 preto rainha · e8 preto rei · f8 preto bispo · h8 preto torre · a7 preto peão · b7 preto peão · d7 preto cavalo · f7 preto peão · g7 preto peão · c6 preto peão · e6 preto peão · f6 preto cavalo · h6 preto peão · g5 branco cavalo · d4 branco peão · d3 branco bispo · f3 branco cavalo · a2 branco peão · b2 branco peão · c2 branco peão · f2 branco peão · g2 branco peão · h2 branco peão · a1 branco torre · c1 branco bispo · d1 branco rainha · e1 branco rei · h1 branco torre | a8 preto torre · c8 preto bispo · d8 preto rainha · e8 preto rei · f8 preto bispo · h8 preto torre · a7 preto peão · b7 preto peão · d7 preto cavalo · f7 preto peão · g7 preto peão · c6 preto peão · e6 preto peão · f6 preto cavalo · h6 preto peão · g5 branco cavalo · d4 branco peão · d3 branco bispo · f3 branco cavalo · a2 branco peão · b2 branco peão · c2 branco peão · f2 branco peão · g2 branco peão · h2 branco peão · a1 branco torre · c1 branco bispo · d1 branco rainha · e1 branco rei · h1 branco torre | a8 preto torre · c8 preto bispo · d8 preto rainha · e8 preto rei · f8 preto bispo · h8 preto torre · a7 preto peão · b7 preto peão · d7 preto cavalo · f7 preto peão · g7 preto peão · c6 preto peão · e6 preto peão · f6 preto cavalo · h6 preto peão · g5 branco cavalo · d4 branco peão · d3 branco bispo · f3 branco cavalo · a2 branco peão · b2 branco peão · c2 branco peão · f2 branco peão · g2 branco peão · h2 branco peão · a1 branco torre · c1 branco bispo · d1 branco rainha · e1 branco rei · h1 branco torre | a8 preto torre · c8 preto bispo · d8 preto rainha · e8 preto rei · f8 preto bispo · h8 preto torre · a7 preto peão · b7 preto peão · d7 preto cavalo · f7 preto peão · g7 preto peão · c6 preto peão · e6 preto peão · f6 preto cavalo · h6 preto peão · g5 branco cavalo · d4 branco peão · d3 branco bispo · f3 branco cavalo · a2 branco peão · b2 branco peão · c2 branco peão · f2 branco peão · g2 branco peão · h2 branco peão · a1 branco torre · c1 branco bispo · d1 branco rainha · e1 branco rei · h1 branco torre | a8 preto torre · c8 preto bispo · d8 preto rainha · e8 preto rei · f8 preto bispo · h8 preto torre · a7 preto peão · b7 preto peão · d7 preto cavalo · f7 preto peão · g7 preto peão · c6 preto peão · e6 preto peão · f6 preto cavalo · h6 preto peão · g5 branco cavalo · d4 branco peão · d3 branco bispo · f3 branco cavalo · a2 branco peão · b2 branco peão · c2 branco peão · f2 branco peão · g2 branco peão · h2 branco peão · a1 branco torre · c1 branco bispo · d1 branco rainha · e1 branco rei · h1 branco torre | 3 |
| 2 | a8 preto torre · c8 preto bispo · d8 preto rainha · e8 preto rei · f8 preto bispo · h8 preto torre · a7 preto peão · b7 preto peão · d7 preto cavalo · f7 preto peão · g7 preto peão · c6 preto peão · e6 preto peão · f6 preto cavalo · h6 preto peão · g5 branco cavalo · d4 branco peão · d3 branco bispo · f3 branco cavalo · a2 branco peão · b2 branco peão · c2 branco peão · f2 branco peão · g2 branco peão · h2 branco peão · a1 branco torre · c1 branco bispo · d1 branco rainha · e1 branco rei · h1 branco torre | a8 preto torre · c8 preto bispo · d8 preto rainha · e8 preto rei · f8 preto bispo · h8 preto torre · a7 preto peão · b7 preto peão · d7 preto cavalo · f7 preto peão · g7 preto peão · c6 preto peão · e6 preto peão · f6 preto cavalo · h6 preto peão · g5 branco cavalo · d4 branco peão · d3 branco bispo · f3 branco cavalo · a2 branco peão · b2 branco peão · c2 branco peão · f2 branco peão · g2 branco peão · h2 branco peão · a1 branco torre · c1 branco bispo · d1 branco rainha · e1 branco rei · h1 branco torre | a8 preto torre · c8 preto bispo · d8 preto rainha · e8 preto rei · f8 preto bispo · h8 preto torre · a7 preto peão · b7 preto peão · d7 preto cavalo · f7 preto peão · g7 preto peão · c6 preto peão · e6 preto peão · f6 preto cavalo · h6 preto peão · g5 branco cavalo · d4 branco peão · d3 branco bispo · f3 branco cavalo · a2 branco peão · b2 branco peão · c2 branco peão · f2 branco peão · g2 branco peão · h2 branco peão · a1 branco torre · c1 branco bispo · d1 branco rainha · e1 branco rei · h1 branco torre | a8 preto torre · c8 preto bispo · d8 preto rainha · e8 preto rei · f8 preto bispo · h8 preto torre · a7 preto peão · b7 preto peão · d7 preto cavalo · f7 preto peão · g7 preto peão · c6 preto peão · e6 preto peão · f6 preto cavalo · h6 preto peão · g5 branco cavalo · d4 branco peão · d3 branco bispo · f3 branco cavalo · a2 branco peão · b2 branco peão · c2 branco peão · f2 branco peão · g2 branco peão · h2 branco peão · a1 branco torre · c1 branco bispo · d1 branco rainha · e1 branco rei · h1 branco torre | a8 preto torre · c8 preto bispo · d8 preto rainha · e8 preto rei · f8 preto bispo · h8 preto torre · a7 preto peão · b7 preto peão · d7 preto cavalo · f7 preto peão · g7 preto peão · c6 preto peão · e6 preto peão · f6 preto cavalo · h6 preto peão · g5 branco cavalo · d4 branco peão · d3 branco bispo · f3 branco cavalo · a2 branco peão · b2 branco peão · c2 branco peão · f2 branco peão · g2 branco peão · h2 branco peão · a1 branco torre · c1 branco bispo · d1 branco rainha · e1 branco rei · h1 branco torre | a8 preto torre · c8 preto bispo · d8 preto rainha · e8 preto rei · f8 preto bispo · h8 preto torre · a7 preto peão · b7 preto peão · d7 preto cavalo · f7 preto peão · g7 preto peão · c6 preto peão · e6 preto peão · f6 preto cavalo · h6 preto peão · g5 branco cavalo · d4 branco peão · d3 branco bispo · f3 branco cavalo · a2 branco peão · b2 branco peão · c2 branco peão · f2 branco peão · g2 branco peão · h2 branco peão · a1 branco torre · c1 branco bispo · d1 branco rainha · e1 branco rei · h1 branco torre | a8 preto torre · c8 preto bispo · d8 preto rainha · e8 preto rei · f8 preto bispo · h8 preto torre · a7 preto peão · b7 preto peão · d7 preto cavalo · f7 preto peão · g7 preto peão · c6 preto peão · e6 preto peão · f6 preto cavalo · h6 preto peão · g5 branco cavalo · d4 branco peão · d3 branco bispo · f3 branco cavalo · a2 branco peão · b2 branco peão · c2 branco peão · f2 branco peão · g2 branco peão · h2 branco peão · a1 branco torre · c1 branco bispo · d1 branco rainha · e1 branco rei · h1 branco torre | a8 preto torre · c8 preto bispo · d8 preto rainha · e8 preto rei · f8 preto bispo · h8 preto torre · a7 preto peão · b7 preto peão · d7 preto cavalo · f7 preto peão · g7 preto peão · c6 preto peão · e6 preto peão · f6 preto cavalo · h6 preto peão · g5 branco cavalo · d4 branco peão · d3 branco bispo · f3 branco cavalo · a2 branco peão · b2 branco peão · c2 branco peão · f2 branco peão · g2 branco peão · h2 branco peão · a1 branco torre · c1 branco bispo · d1 branco rainha · e1 branco rei · h1 branco torre | 2 |
| 1 | a8 preto torre · c8 preto bispo · d8 preto rainha · e8 preto rei · f8 preto bispo · h8 preto torre · a7 preto peão · b7 preto peão · d7 preto cavalo · f7 preto peão · g7 preto peão · c6 preto peão · e6 preto peão · f6 preto cavalo · h6 preto peão · g5 branco cavalo · d4 branco peão · d3 branco bispo · f3 branco cavalo · a2 branco peão · b2 branco peão · c2 branco peão · f2 branco peão · g2 branco peão · h2 branco peão · a1 branco torre · c1 branco bispo · d1 branco rainha · e1 branco rei · h1 branco torre | a8 preto torre · c8 preto bispo · d8 preto rainha · e8 preto rei · f8 preto bispo · h8 preto torre · a7 preto peão · b7 preto peão · d7 preto cavalo · f7 preto peão · g7 preto peão · c6 preto peão · e6 preto peão · f6 preto cavalo · h6 preto peão · g5 branco cavalo · d4 branco peão · d3 branco bispo · f3 branco cavalo · a2 branco peão · b2 branco peão · c2 branco peão · f2 branco peão · g2 branco peão · h2 branco peão · a1 branco torre · c1 branco bispo · d1 branco rainha · e1 branco rei · h1 branco torre | a8 preto torre · c8 preto bispo · d8 preto rainha · e8 preto rei · f8 preto bispo · h8 preto torre · a7 preto peão · b7 preto peão · d7 preto cavalo · f7 preto peão · g7 preto peão · c6 preto peão · e6 preto peão · f6 preto cavalo · h6 preto peão · g5 branco cavalo · d4 branco peão · d3 branco bispo · f3 branco cavalo · a2 branco peão · b2 branco peão · c2 branco peão · f2 branco peão · g2 branco peão · h2 branco peão · a1 branco torre · c1 branco bispo · d1 branco rainha · e1 branco rei · h1 branco torre | a8 preto torre · c8 preto bispo · d8 preto rainha · e8 preto rei · f8 preto bispo · h8 preto torre · a7 preto peão · b7 preto peão · d7 preto cavalo · f7 preto peão · g7 preto peão · c6 preto peão · e6 preto peão · f6 preto cavalo · h6 preto peão · g5 branco cavalo · d4 branco peão · d3 branco bispo · f3 branco cavalo · a2 branco peão · b2 branco peão · c2 branco peão · f2 branco peão · g2 branco peão · h2 branco peão · a1 branco torre · c1 branco bispo · d1 branco rainha · e1 branco rei · h1 branco torre | a8 preto torre · c8 preto bispo · d8 preto rainha · e8 preto rei · f8 preto bispo · h8 preto torre · a7 preto peão · b7 preto peão · d7 preto cavalo · f7 preto peão · g7 preto peão · c6 preto peão · e6 preto peão · f6 preto cavalo · h6 preto peão · g5 branco cavalo · d4 branco peão · d3 branco bispo · f3 branco cavalo · a2 branco peão · b2 branco peão · c2 branco peão · f2 branco peão · g2 branco peão · h2 branco peão · a1 branco torre · c1 branco bispo · d1 branco rainha · e1 branco rei · h1 branco torre | a8 preto torre · c8 preto bispo · d8 preto rainha · e8 preto rei · f8 preto bispo · h8 preto torre · a7 preto peão · b7 preto peão · d7 preto cavalo · f7 preto peão · g7 preto peão · c6 preto peão · e6 preto peão · f6 preto cavalo · h6 preto peão · g5 branco cavalo · d4 branco peão · d3 branco bispo · f3 branco cavalo · a2 branco peão · b2 branco peão · c2 branco peão · f2 branco peão · g2 branco peão · h2 branco peão · a1 branco torre · c1 branco bispo · d1 branco rainha · e1 branco rei · h1 branco torre | a8 preto torre · c8 preto bispo · d8 preto rainha · e8 preto rei · f8 preto bispo · h8 preto torre · a7 preto peão · b7 preto peão · d7 preto cavalo · f7 preto peão · g7 preto peão · c6 preto peão · e6 preto peão · f6 preto cavalo · h6 preto peão · g5 branco cavalo · d4 branco peão · d3 branco bispo · f3 branco cavalo · a2 branco peão · b2 branco peão · c2 branco peão · f2 branco peão · g2 branco peão · h2 branco peão · a1 branco torre · c1 branco bispo · d1 branco rainha · e1 branco rei · h1 branco torre | a8 preto torre · c8 preto bispo · d8 preto rainha · e8 preto rei · f8 preto bispo · h8 preto torre · a7 preto peão · b7 preto peão · d7 preto cavalo · f7 preto peão · g7 preto peão · c6 preto peão · e6 preto peão · f6 preto cavalo · h6 preto peão · g5 branco cavalo · d4 branco peão · d3 branco bispo · f3 branco cavalo · a2 branco peão · b2 branco peão · c2 branco peão · f2 branco peão · g2 branco peão · h2 branco peão · a1 branco torre · c1 branco bispo · d1 branco rainha · e1 branco rei · h1 branco torre | 1 |
|   | a | b | c | d | e | f | g | h |   |

Antes da 6ª e último partida, a pontuação estava: 2½-2½. Como no 4º jogo, a Defesa Caro-Kann foi utilizada.
Nesta partida, Kasparov cometeu um erro inconcebível para um supercampeão. Permitiu que Deep Blue avançasse com um de seus cavalos e o oferecesse em sacrifício, em troca de um peão. Na rápida ofensiva que se seguiu, o Deep Blue dominou completamente o tabuleiro, obrigando o russo a desistir, no 19º lance.
Foi disputada em 11 de maio de 1997.
1.e4 c6 2.d4 d5 3.Cc3 dxe4 4.Cxe4 Cd7 5.Cg5 Cgf6 6.Ad3 e6 7.C1f3 h6 8.Cxe6 De7 9.O-O fxe6 10.Ag6+ Rd8 11.Af4 b5 12.a4 Ab7 13.Te1 Cd5 14.Ag3 Rc8 15.axb5 cxb5 16.Dd3 Ac6 17.Af5 exf5 18.Txe7 Axe7 19.c4 1-0.

## Ver Também
- Confrontos entre humanos e computadores em jogos